# TMS Entertainment
TMS Entertainment Co., Ltd. (株式会社トムス·エンタテインメント Kabushiki-gaisha Tomusu Entateinmento?), anteriormente conocido como Tokyo Movie Shinsha Co., Ltd., y también conocido como Tokyo Movie o TMS-Kyokuchi, es un estudio de animación japonés fundado el 22 de octubre de 1946.
Es de las empresas de animación japonesa más antiguas y prestigiosas y ha sido el elemento básico de los estudios de anime desde hace décadas. Es conocida por producir series como Dr. Stone, Lupin III, La rosa de Versalles, "Remi", Detective Conan, Go! Anpanman, Hamtaro, Monster Rancher, Sonic X, Magic Knight Rayearth, Devilman Lady, D.Gray-man y películas como Akira y Little Nemo. También es conocida por prestar sus servicios para muchas otras series de animación creadas y producidas en Francia (DiC Entertainment), Estados Unidos (Warner Bros. Animation, Disney y la NBC) e Italia (RAI).
En 2010, TMS Entertainment se convirtió en una subsidiaria de propiedad total de Sega Sammy Holdings.

## Historia
La compañía fue establecida originalmente el 22 de octubre de 1946 por Yutaka Fujioka. Como Asahi Gloves Manufacturing Co., Ltd., originalmente era un fabricante textil. Posteriormente, el nombre de la empresa se cambió a Asahi Ichi Henori Co., Ltd., Asahiichi Co., Ltd., Asahiichi Shine Industry Co., Ltd. y Kyokuichi Co., Ltd. En 2003, la empresa se retiró por completo del sector textil.

### Incursión en la animación
La empresa inició sus operaciones en 1964 cuando se aventuró en la industria de la animación como Tokyo Movie (東京ムービー Tōkyō Mūbī?) después del fracaso del estudio anterior de Fujioka, Tokyo Ningyo Cinema (東京人形シネマ Tōkyō Ningyō Shinema?). La primera producción del estudio fue una adaptación animada de Big X de Osamu Tezuka.
Hayao Miyazaki estuvo asociado con Tokyo Movie antes de fundar Studio Ghibli. Su trabajo más notable en TMS fue su papel como director de Lupin III: Cagliostro no Shiro, que se destaca por ser su primer largometraje.
En 1972, Madhouse se estableció con fondos de Fujioka y coprodujo su primera serie con Tokyo Movie. En 1977, Fujioka reformateó Tokyo Movie en Tokyo Movie Shinsha. Su primera producción fue Lupin III: Part II, que se emitió entre 1977 y 1980. La adaptación cinematográfica, Lupin III: Lupin vs. Fukusei-ningen, fue el primer largometraje del estudio en su historia. En 1975 se fundó una subsidiaria, Telecom Animation Film, pero no comenzó la producción hasta después de la reestructuración de Tokyo Movie.
En 1980, TMS estableció una sociedad con la empresa francesa (más tarde estadounidense) DiC, como uno de sus subcontratistas de animación en el extranjero, donde la primera ayudaría a animar muchos de los programas de la segunda, comenzando con el piloto de Ulysses 31. Los dos también producirían el piloto no emitido de 1982 Lupin VIII. Esta asociación duraría hasta 1996, cuando DiC abrió su propia instalación de animación en Japón conocida como K.K. DIC Asia (más tarde Creativity & Development Asia) en 1983, para la producción de animación en sus programas con el fin de eludir a los subcontratistas de animación en el extranjero.
En 1989, TMS estrenó Little Nemo en Japón, seguido de Estados Unidos en 1992. La película fue famosa por estar en pleno desarrollo con figuras como George Lucas, Chuck Jones, Hayao Miyazaki y Gary Kurtz involucrados con la película antes de abandonarla. La película que recibió recibió críticas mixtas de los críticos, donde ganó 11,4 millones de dólares con un presupuesto de 35 millones y fue una bomba de taquilla. En respuesta a esto, el fundador Fujioka decidió retirarse del negocio de la animación. TMS, que tuvo que recuperar las pérdidas de Little Nemo aumentando la producción de programas de anime locales, incluidos Anpanman y los especiales de televisión anuales de Lupin III, que se transmitieron sin parar hasta 2013 (con un especial adicional producido en 2016, 2018 y 2019), mientras que Telecom se volvió altamente involucrado en la animación para producciones basadas en el oeste debido a la explosión de la burbuja económica japonesa que dificulta encontrar trabajo local, incluidos Tiny Toon Adventures, Animaniacs y Batman: The Animated Series para financiar su próximo proyecto Lupin III: Kutabare! Nostradamus.
Durante las décadas de 1980 y 1990, TMS y sus subsidiarias, Telecom Animation Film y Seoul Movie, con sede en Corea del Sur, animaron para varias compañías, incluidas DiC, Walt Disney Television Animation, Warner Bros. Animation, Marvel Films Animation, Studio Ghibli, Madhouse, Production I.G, Sunrise, Bones, Shogakukan Music & Digital Entertainment, y se subcontrató a estudios más pequeños como Telecom (su propia división), Ajia-do, Magic Bus, Gonzo, Studio Jungle Gym, Nakamura Production, Tokyo Kids, DR Movie y Orange. Desde principios de la década de 2000, TMS ya no proporciona servicios de animación a los estudios occidentales debido a los costos cada vez más exigentes. Si bien todavía produce largometrajes, estas películas son principalmente derivados de propiedades de anime existentes, que incluyen personajes como Anpanman y Detective Conan.
Además de Hayao Miyazaki e Isao Takahata, los animadores dejarían TMS para formar sus propios estudios. Uno de estos estudios fue Brain's Base. De manera similar, los animadores de su subsidiaria, Telecom Animation Film, se irían para formar Ufotable en 2000, que más tarde serían conocidos por trabajos como Kimetsu no Yaiba, Tales of Symphonia, Kara no Kyōkai, Fate/Zero y Fate/stay night: Unlimited Blade Works .

### Era Tokyo Movie Kyokuichi
El 1 de julio de 1991, el holding de Tokyo Movie Shinsha cambió su nombre a Tokyo Movie Kyokuichi.

### Era TMS Kyokuichi Corporation
En 1995, Tokyo Movie Kyokuichis se fusionó con Tokyo Movie Shinsha.

### Era TMS Entertainment Co., Ltd
En 2000, la empresa cambió su nombre a TMS Entertainment Co., Ltd.
En 2003, el grupo estadounidense de corretaje Merrill Lynch se convirtió en el segundo mayor accionista de TMS Entertainment tras adquirir una participación del 7,54 por ciento en el estudio. Merrill Lynch compró la participación únicamente con fines de inversión y no tenía intención de hacerse con el control de la gestión de la empresa.
El 1 de febrero de 2007, TMS Entertainment Co., Ltd. anunció el establecimiento del estudio D dentro del edificio del estudio de Tokio, que entró en funcionamiento el 5 de febrero de 2007.

#### Colaboración con Sega
El 17 de octubre de 2005, Sega Sammy Holdings anunció que había adquirido una participación mayoritaria del 50,2% en TMS y subvencionó el estudio.
En 2012, la oficina central se trasladó a Nakano, Tokio. En 2015, Sega Sammy colocó a TMS como una subsidiaria de Sega Holdings. En abril de 2017, la división de producción CG de Sega, Marza Animation Planet, se convirtió en una subsidiaria de TMS.

## Subsidiarias
La empresa cuenta con numerosas filiales de animación que colaboran en conjunto con la empresa. Entre ellas se incluyen:
- TMS Entertainment, USA, INC.: Establecida en 1996 como la división del estudio en Los Ángeles. En 2006, pasó a llamarse TMS Entertainment, USA, INC.
- TMS Entertainment Europe SAS: Establecida en 2001 como la división del estudio en París.[2] En 2022, pasó a llamarse TMS Entertainment Europe SAS.
- TMSLab（トムスラボ）: El 26 de abril de 2022, TMS Entertainment Co., Ltd. anunció el establecimiento de TMS-Lab (原作工房TMS-Lab), donde 'TMS' significa 'Tema, Mensaje, Historia'. El sitio web asociado entró en funcionamiento el 21 de abril de 2022.[27] El 22 de diciembre de 2022, se le cambió el nombre a TMSLab（トムスラボ）y el sitio web se reubicó.[28]
- Tokyo Movie Online (東京ムービーONLINE): El 19 de octubre de 2005, TMS Entertainment Co., Ltd. anunció el establecimiento de la plataforma de suscripción de video Tokyo Movie Online.[29]
- Tokyo Movie (東京ムービー（トウキョウムービー）): El 22 de diciembre de 2005, TMS Entertainment Co., Ltd. anunció el inicio del servicio Tokyo Movie para los usuarios de EZweb, a partir del mismo día.[30]
- TMS MUSIC UK LTD.: Establecida el 15 de enero de 2007.[31]
- TMS MUSIC HK LTD.: El 14 de febrero de 2007, TMS Entertainment Co., Ltd. anunció el establecimiento de TMS MUSIC HK LTD., que se estableció en marzo de 2007.[31]
- AG Bowl（エージーボウル）: El 21 de abril de 2008, TMS Entertainment Co., Ltd. anunció el establecimiento de la instalación de bolos AG Bowl en Ishioka, Ibaraki, que se inauguraría 5 días después.
- Anpanman Digital LLP: El 11 de julio de 2008, TMS Entertainment Co., Ltd. anunció el establecimiento de Anpanman Digital LLP con Nippon Television y Froebel-Kan Co., Ltd., con cada miembro fundador invirtiendo 100 millones de yenes, que se estableció 5 días después.[32]
- Telecom Animation Film Co., Ltd. (株式会社テレコム・アニメーションフィルム Kabushiki-gaisha Terekomu Animēshon Firumu?), un estudio establecido el 19 de mayo de 1975. Comenzó como una empresa subcontratada para su matriz, pero desde entonces se ha convertido en el estudio de animación líder detrás de los títulos más recientes de Lupin III.[33][34] El estudio también ha producido series como Chain Chronicle: The Light of Haecceitas,[35] Orange,[36] y Phantasy Star Online 2: The Animation.[37]
- Marza Animation Planet Inc. (株式会社マーザ・アニメーションプラネット Kabushiki gaisha Māza Animēshon Puranetto?), un estudio de CG que anteriormente formaba parte de Sega y conocido por producir Space Pirate Captain Harlock,[38] Resident Evil: Vendetta,[39] y la película Sonic the Hedgehog de 2020.[40]
- V1 Studio (ヴィーワンスタジオ Vīuwan Sutajio?), un estudio más conocido por coproducir las películas de Detective Conan desde la película número 16 y la temporada 2 (y los OVA) de Kamisama Hajimemashita.[41]
- Double Eagle (だぶるいーぐる Daburuīguru?), un estudio más conocido por coproducir ReLIFE, Nana Maru San Batsu y Senjūshi.[42]
- 8PAN (エイトパヌ Eito Panu?), un estudio conocido por coproducir Bakuon!!, D.Gray-man Hallow y Dr. Stone.[43]
- 3xCube (スリーキューブ Surīkyūbu?), un estudio conocido por producir Toaru Hikūshi e no Koiuta, Jitsu wa Watashi wa, Amaama to Inazuma y Megalobox.[44]
- Studio Sakimakura (スタジオさきまくら Sutajio Sakimakura?), un estudio fundado en marzo de 2011 y conocido por producir la segunda mitad de la primera temporada de Cardfight!! Vanguard y Brave 10.
- Trois Studio (トロワスタジオ Torowa Sutajio?), un estudio que produjo Lupin III: Goodbye Partner, la película especial número 27 de la franquicia Lupin III.[45]
- Seoul Movie, un estudio de animación de Corea del Sur con sede en Seúl, establecido en 1990 y cerrado en algún momento a fines de la década de 2000.

## Filmografía

### Series de televisión

#### 1960
| Año  | Título           | Director(es)                   | Fecha de primera transmisión | Fecha de última transmisión | Eps. | Notas                                                                                        | Refs.  |
| ---- | ---------------- | ------------------------------ | ---------------------------- | --------------------------- | ---- | -------------------------------------------------------------------------------------------- | ------ |
| 1964 | Big X            | Mitsutero Okamoto Osamu Dezaki | 3 de marzo de 1964           | 27 de septiembre de 1965    | 59   | Adaptación del manga escrito e ilustrado por Osamu Tezuka.                                   | [ 5 ]  |
| 1965 | Obake no Q-Taro  | Masaaki Osumi                  | 29 de agosto de 1965         | 28 de junio de 1967         | 96   | Adaptación del manga escrito e ilustrado por Fujiko Fujio.                                   | [ 5 ]  |
| 1967 | Pāman            | Hiroshi Tsutsui                | 2 de abril de 1967           | 14 de abril de 1968         | 54   | Adaptación del manga escrito e ilustrado por Fujiko Fujio.                                   | [ 5 ]  |
| 1968 | Kyojin no Hoshi  | Tadao Nagahama                 | 3 de marzo de 1968           | 18 de septiembre de 1971    | 182  | Adaptación del manga escrito e ilustrado por Ikki Kajiwara.                                  |        |
| 1968 | Kaibutsu-kun     | Masaaki Osumi                  | 21 de abril de 1968          | 23 de marzo de 1969         | 49   | Adaptación del manga escrito e ilustrado por Fujiko Fujio. Coproducción junto a Studio Zero. | [ 5 ]  |
| 1969 | Umeboshi Denka   | Desconocido                    | 1 de abril de 1969           | 23 de septiembre de 1969    | 26   | Adaptación del manga escrito e ilustrado por Fujiko Fujio.                                   | [ 46 ] |
| 1969 | Roppō Yabure-kun | Desconocido                    | 28 de abril de 1969          | 26 de septiembre de 1969    | 110  | Historia original.                                                                           | [ 47 ] |
| 1969 | Attack No. 1     | Fumio Kurokawa Eiji Okabe      | 7 de diciembre de 1969       | 28 de noviembre de 1971     | 104  | Adaptación del manga escrito e ilustrado por Chikako Urano.                                  | [ 5 ]  |

#### 1970
| Año  | Título                  | Director(es)                                        | Fecha de primera transmisión | Fecha de última transmisión | Eps. | Notas                                                                                                   | Refs.         |
| ---- | ----------------------- | --------------------------------------------------- | ---------------------------- | --------------------------- | ---- | --- | ------------- |
| 1971 | Chingō Muchabe          | Desconocido                                         | 15 de febrero de 1971        | 22 de marzo de 1971         | 51   | Historia original.                                                                                      | [ 48 ]        |
| 1971 | Shin Obake no Q-Tarō    | Tadao Nagahama                                      | 1 de septiembre de 1971      | 27 de diciembre de 1972     | 70   | Secuela de Obake no Q-Taro.                                                                             |               |
| 1971 | Tensai Bakabon          | Eiji Okabe Hiroshi Saitō Sōji Yoshikawa             | 25 de septiembre de 1971     | 24 de junio de 1972         | 40   | Adaptación del manga escrito e ilustrado por Fujio Akatsuka.                                            |               |
| 1971 | Lupin III               | Hayao Miyazaki Isao Takahata Masaaki Osumi          | 24 de octubre de 1971        | 26 de marzo de 1972         | 23   | Adaptación del manga escrito e ilustrado por Monkey Punch.                                              | [ 49 ] [ 50 ] |
| 1972 | Akadō Suzunosuke        | Desconocido                                         | 5 de abril de 1972           | 28 de marzo de 1973         | 52   | Adaptación del manga escrito e ilustrado por Tsunayoshi Takeuchi.                                       |               |
| 1972 | Dokonjō Gaeru           | Tadao Nagahama                                      | 7 de octubre de 1972         | 28 de septiembre de 1974    | 103  | Adaptación del manga escrito e ilustrado por Yasumi Yoshizawa.                                          |               |
| 1973 | Jungle Kurobee          | Osamu Dezaki                                        | 2 de marzo de 1973           | 28 de septiembre de 1973    | 31   | Historia original.                                                                                      | [ 51 ]        |
| 1973 | Kōya no Shōnen Isamu    | Shigetsugu Yoshida Kyōsuke Mikuriya Yoshikata Nitta | 4 de abril de 1973           | 27 de marzo de 1974         | 52   | Adaptación del manga escrito por Sōji Yamakawa e ilustrado por Noboru Kawasaki.                         |               |
| 1973 | Karate Baka Ichidai     | Osamu Dezaki                                        | 3 de octubre de 1973         | 25 de septiembre de 1974    | 47   | Adaptación del manga escrito por Ikki Kajiwara e ilustrado por Jirō Tsunoda y Jōya Kagemaru.            |               |
| 1973 | Ace wo Nerae!           | Osamu Dezaki                                        | 5 de octubre de 1973         | 29 de marzo de 1974         | 26   | Adaptación del manga escrito e ilustrado por Sumika Yamamoto. Coproducción junto a Madhouse.            |               |
| 1973 | Samurai Giants          | Tadao Nagahama                                      | 7 de octubre de 1973         | 15 de septiembre de 1974    | 56   | Adaptación del manga escrito por Ikki Kajiwara e ilustrado por Ko Inoue. Coproducción junto a Madhouse. |               |
| 1974 | Judo Sanka              | Shigetsugu Yoshida                                  | 1 de abril de 1974           | 30 de septiembre de 1974    | 27   | Historia original.                                                                                      |               |
| 1974 | Hajime Ningen Gyatoruz  | Kenji Kodama                                        | 5 de octubre de 1974         | 27 de marzo de 1976         | 77   | Adaptación del manga escrito e ilustrado por Shunji Sonoyama.                                           |               |
| 1975 | Ganba no Bōken          | Osamu Dezaki                                        | 7 de abril de 1975           | 29 de septiembre de 1975    | 26   | Adaptación de la novela escrita por Atsuo Saitō.                                                        |               |
| 1975 | Gansō Tensai Bakabon    | Desconocido                                         | 6 de octubre de 1975         | 26 de septiembre de 1977    | 103  | Segunda adaptación de Tensai Bakabon.                                                                   |               |
| 1976 | Hana no Kakarichō       | Desconocido                                         | 3 de octubre de 1976         | 27 de marzo de 1977         | 25   | Adaptación del manga escrito e ilustrado por Shunji Sonoyama.                                           |               |
| 1977 | Shin Kyōjin no Hoshi    | Tetsuo Imazawa                                      | 1 de octubre de 1977         | 30 de septiembre de 1978    | 52   | Secuela de Kyojin no Hoshi.                                                                             |               |
| 1977 | Ie Naki Ko              | Osamu Dezaki                                        | 2 de octubre de 1977         | 1 de octubre de 1978        | 51   | Basada en la novela Sans famille de Hector Malot. Coproducción junto a Madhouse.                        |               |
| 1977 | Lupin III: Part II      | Hideo Nishimaki                                     | 3 de octubre de 1977         | 6 de octubre de 1980        | 155  | Secuela de Lupin III.                                                                                   |               |
| 1978 | Takarajima              | Osamu Dezaki                                        | 8 de octubre de 1978         | 1 de abril de 1979          | 26   | Basada en la novela La isla del tesoro de Robert Louis Stevenson.                                       |               |
| 1978 | Shin Ace wo Nerae!      | Minoru Okazaki                                      | 14 de octubre de 1978        | 31 de marzo de 1979         | 25   | Adaptación del manga escrito e ilustrado por Sumika Yamamoto.                                           |               |
| 1979 | Shin Kyōjin no Hoshi II | Tetsuo Imazawa                                      | 14 de abril de 1979          | 29 de septiembre de 1979    | 23   | Secuela de Shin Kyōjin no Hoshi.                                                                        |               |
| 1979 | Versailles no Bara      | Tadao Nagahama Osamu Dezaki                         | 10 de octubre de 1979        | 23 de septiembre de 1980    | 40   | Adaptación del manga escrito e ilustrado por Riyoko Ikeda.                                              |               |

#### 1980
| Año  | Título                   | Director(es)                               | Fecha de primera transmisión | Fecha de última transmisión | Eps.   | Notas                                                                                      | Refs.  |
| ---- | ------------------------ | ------------------------------------------ | ---------------------------- | --------------------------- | ------ | ------------------------------------------------------------------------------------------ | ------ |
| 1980 | Mū no Hakubai            | Tetsuo Imazawa                             | 4 de abril de 1980           | 26 de septiembre de 1980    | 26     | Historia original.                                                                         |        |
| 1980 | Tetsujin 28-gō (1980)    | Tetsuo Imazawa                             | 3 de octubre de 1980         | 25 de septiembre de 1981    | 51     | Secuela de Tetsujin 28-gō.                                                                 |        |
| 1980 | Ashita no Joe 2          | Osamu Dezaki                               | 31 de octubre de 1980        | 31 de agosto de 1981        | 47     | Secuela de Ashita no Joe.                                                                  |        |
| 1981 | Ohayo! Spank             | Shigetsugu Yoshida                         | 7 de marzo de 1981           | 29 de mayo de 1982          | 63     | Adaptación del manga escrito por Shun'ichi Yukimuro e ilustrado por Shizue Takanashi.      |        |
| 1981 | Shin Dokonjō Gaeru       | Tadao Nagahama                             | 7 de septiembre de 1981      | 29 de marzo de 1982         | 30     | Secuela de Dokonjō Gaeru.                                                                  |        |
| 1981 | Rokushin Gattai GodMars  | Tetsuo Imazawa                             | 2 de octubre de 1981         | 24 de diciembre de 1982     | 64     | Adaptación del manga escrito e ilustrado por Mitsuteru Yokoyama.                           |        |
| 1981 | Jarinko Chie             | Isao Takahata                              | 3 de octubre de 1981         | 25 de marzo de 1983         | 64     | Adaptación del manga escrito e ilustrado por Etsumi Haruki.                                |        |
| 1981 | Uchū Densetsu Ulises 31  | Tadao Nagahama                             | 3 de octubre de 1981         | 30 de noviembre de 1982     | 26     | Historia original. Coproducción junto a DiC.                                               |        |
| 1982 | Makyō Densetsu Acrobunch | Ryō Yasumura Takao Yotsuji Takashi Hisaoka | 5 de mayo de 1982            | 24 de diciembre de 1982     | 24     | Historia original.                                                                         |        |
| 1982 | Tonde Mon Pe             | Shigetsugu Yoshida                         | 5 de junio de 1982           | 2 de abril de 1983          | 42     | Historia original.                                                                         | [ 52 ] |
| 1982 | Ninjaman Ippei           | Hideo Takayashiki                          | 4 de octubre de 1982         | 27 de diciembre de 1982     | 13     | Historia original.                                                                         |        |
| 1982 | Space Cobra              | Osamu Dezaki                               | 7 de octubre de 1982         | 19 de mayo de 1983          | 31     | Adaptación del manga escrito e ilustrado por Buichi Terasawa.                              |        |
| 1983 | Lady Georgie             | Shigetsuga Yoshida                         | 9 de abril de 1983           | 25 de febrero de 1984       | 45     | Adaptación del manga escrito por Mann Izawa e ilustrado por Yumiko Igarashi.               |        |
| 1983 | Chō Jikū Seiki Orguss    | Noboru Ishiguro Yasuyoshi Mikamoto         | 3 de julio de 1983           | 8 de abril de 1984          | 35     | Historia original.                                                                         |        |
| 1983 | Cat's Eye                | Yoshio Takeuchi                            | 11 de julio de 1983          | 8 de julio de 1985          | 73     | Adaptación del manga escrito e ilustrado por Tsukasa Hōjō.                                 |        |
| 1984 | Lupin III: Part III      | Yuzo Aoki                                  | 3 de marzo de 1984           | 28 de septiembre de 1985    | 50     | Secuela de Lupin III: Part II.                                                             |        |
| 1984 | God Mazinger             | Yoshio Hayakawa                            | 15 de abril de 1984          | 23 de septiembre de 1984    | 23     | Historia original.                                                                         |        |
| 1984 | Mighty Orbots            | Osamu Dezaki                               | 8 de septiembre de 1984      | 15 de diciembre de 1984     | 13     | Historia original.                                                                         |        |
| 1984 | Meitantei Holmes         | Hayao Miyazaki Kyosuke Mikuriya            | 6 de noviembre de 1984       | 21 de mayo de 1985          | 26     | Basada en el personaje Sherlock Holmes de Arthur Conan Doyle. Coproducción junto a Gallop. |        |
| 1985 | Onegai! Samia Don        | Osamu Kobayashi                            | 2 de abril de 1985           | 4 de febrero de 1986        | 78     | Basada en la novela Cinco niños y eso de Edith Nesbit.                                     |        |
| 1986 | Robotan                  | Hiroshi Ono                                | 6 de enero de 1986           | 20 de septiembre de 1986    | 33     | Historia original.                                                                         |        |
| 1986 | Bug-tte Honey            | Minoru Okazaki                             | 3 de octubre de 1986         | 25 de septiembre de 1987    | 51     | Basada en el videojuego desarrollado por Hudson Soft.                                      |        |
| 1988 | Soreike! Anpanman        | Akinori Nagaoka Shunji Ôga                 | 3 de octubre de 1988         | En emisión                  | 1.300+ | Basada en una serie de libros infantiles escritos e ilustrados por Takashi Yanase.         |        |

#### 1990
| Año  | Título                                     | Director(es)                     | Fecha de primera transmisión | Fecha de última transmisión | Eps.   | Notas                                                                            | Refs.  |
| ---- | ------------------------------------------ | -------------------------------- | ---------------------------- | --------------------------- | ------ | -------------------------------------------------------------------------------- | ------ |
| 1991 | Ochame na Futago: Claire Gakuin Monogatari | Masaharu Okuwaki                 | 5 de enero de 1991           | 2 de noviembre de 1991      | 26     | Basada en la serie de libros St. Clare's escritos e ilustrados por Enid Blyton.  | [ 11 ] |
| 1991 | Kinkyū Hasshin Saver Kids                  | Hajime Kamegaki                  | 2 de marzo de 1991           | 11 de febrero de 1992       | 50     | Historia original.                                                               | [ 11 ] |
| 1991 | Reporter Blues                             | Kenji Kodama                     | 3 de octubre de 1991         | 8 de noviembre de 1991      | 52     | Historia original.                                                               | [ 11 ] |
| 1991 | Chie-chan Funsenki: Jarinko Chie           | Kazuyoshi Yokota                 | 19 de octubre de 1991        | 22 de septiembre de 1992    | 39     | Adaptación del manga escrito e ilustrado por Etsumi Haruki.                      | [ 11 ] |
| 1991 | Watashi to Watashi: Futari no Lotte        | Kenji Kodama                     | 9 de noviembre de 1991       | 5 de septiembre de 1992     | 29     | Basada en la novela Las dos Carlotas de Erich Kästner.                           | [ 11 ] |
| 1992 | Tetsujin 28-gō FX                          | Tetsuo Imazawa                   | 5 de abril de 1992           | 30 de marzo de 1993         | 47     | Secuela de Tetsujin 28-gō.                                                       | [ 11 ] |
| 1992 | Flanders no Inu, Boku no Patrasche         | Kenji Kodama                     | 10 de octubre de 1992        | 27 de marzo de 1993         | 26     | Basada en la novela A Dog of Flanders de Ouida.                                  | [ 11 ] |
| 1994 | Red Baron                                  | Akio Sakai                       | 5 de abril de 1994           | 28 de marzo de 1995         | 49     | Historia original.                                                               | [ 11 ] |
| 1994 | Magic Knight Rayearth                      | Toshihiro Hirano                 | 17 de octubre de 1994        | 27 de noviembre de 1995     | 49     | Adaptación del manga escrito e ilustrado por CLAMP.                              | [ 11 ] |
| 1995 | Virtua Fighter                             | Hideki Tonokatsu                 | 2 de octubre de 1995         | 27 de junio de 1996         | 35     | Basada en el videojuego desarrollado por Sega-AM2.                               | [ 11 ] |
| 1995 | Kaitō Saint Tail                           | Osamu Nabeshima                  | 12 de octubre de 1995        | 12 de septiembre de 1996    | 43     | Adaptación del manga escrito e ilustrado por Megumi Tachikawa.                   | [ 11 ] |
| 1996 | Detective Conan                            | Kenji Kodama Yasuichiro Yamamoto | 8 de enero de 1996           | En emisión                  | 1.080+ | Adaptación del manga escrito e ilustrado por Gōshō Aoyama.                       | [ 11 ] |
| 1996 | B't X                                      | Mamoru Hamatsu                   | 6 de abril de 1996           | 21 de septiembre de 1996    | 25     | Adaptación del manga escrito e ilustrado por Masami Kurumada.                    | [ 11 ] |
| 1996 | Wankorobee                                 | Tomomi Mochizuki                 | 6 de octubre de 1996         | 30 de marzo de 1997         | 26     | Historia original.                                                               | [ 11 ] |
| 1998 | Devilman Lady                              | Toshiki Hirano                   | 10 de octubre de 1998        | 9 de mayo de 1999           | 26     | Adaptación del manga escrito e ilustrado por Gō Nagai.                           | [ 11 ] |
| 1999 | Monster Rancher: Enbanseki no Himitsu      | Hiroyuki Yano                    | 17 de abril de 1999          | 25 de marzo de 2000         | 48     | Basada en el videojuego desarrollado por Tecmo.                                  | [ 11 ] |
| 1999 | Gozonji! Gekkō Kamen-kun                   | Yoshio Takeuchi                  | 3 de octubre de 1999         | 26 de marzo de 2000         | 25     | Basada en superhéroe de ficción de series japonesas. Coproducción junto a Actas. | [ 11 ] |
| 1999 | Karakurizōshi Ayatsuri Sakon               | Hitoyuki Matsui                  | 8 de octubre de 1999         | 31 de marzo de 2000         | 26     | Adaptación del manga escrito por Masaru Miyazaki e ilustrado por Takeshi Obata.  | [ 11 ] |

#### 2000
| Año  | Título                                            | Director(es)                     | Fecha de primera transmisión | Fecha de última transmisión | Eps. | Notas | Refs.  |
| ---- | ------------------------------------------------- | -------------------------------- | ---------------------------- | --------------------------- | ---- | --- | ------ |
| 2000 | Monster Rancher: Legend e no Michi                | Hiroyuki Yano                    | 1 de abril de 2000           | 30 de septiembre de 2000    | 25   | Secuela de Monster Rancher: Enbanseki no Himitsu.                                                                      |        |
| 2000 | Hamtaro                                           | Osamu Nabeshima                  | 7 de julio del 2000          | 31 de marzo de 2006         | 296  | Adaptación del manga escrito e ilustrado por Ritsuko Kawai. Coproducción junto a Tezuka Productions.                   | [ 53 ] |
| 2001 | Project ARMS                                      | Hajime Kamegaki Hirotoshi Takaya | 7 de abril de 2001           | 29 de septiembre de 2001    | 26   | Adaptación del manga escrito e ilustrado por Kyoichi Nanatsuki y Ryōji Minagawa.                                       |        |
| 2001 | Project ARMS: The 2nd Chapter                     | Hajime Kamegaki Hirotoshi Takaya | 6 de octubre de 2001         | 30 de marzo de 2002         | 26   | Secuela de Project ARMS.                                                                                               |        |
| 2002 | Tenshi Na Konamaiki                               | Masaharu Okuwaki                 | 7 de abril de 2002           | 30 de marzo de 2003         | 50   | Adaptación del manga escrito e ilustrado por Hiroyuki Nishimori.                                                       |        |
| 2002 | Kyojin no Hoshi: Tokubetsu-hen - Hanagata Mitsuru | Tadao Nagahama                   | 23 de octubre de 2002        | 15 de enero de 2003         | 13   | Adaptación del manga escrito e ilustrado por Ikki Kajiwara.                                                            |        |
| 2003 | Sonic X                                           | Hajime Kamegaki                  | 6 de abril de 2003           | 21 de marzo de 2004         | 78   | Basada en el videojuego desarrollado por Sega.                                                                         |        |
| 2003 | Takahashi Rumiko Gekijō                           | Akira Nishimori                  | 5 de julio de 2003           | 27 de septiembre de 2003    | 13   | Adaptación del manga escrito e ilustrado por Rumiko Takahashi.                                                         |        |
| 2003 | Kyōgoku Natsuhiko: Kōsetsu Hyaku Monogatari       | Hideki Tonokatsu                 | 3 de octubre de 2003         | 26 de diciembre de 2003     | 13   | Basada en una serie de historias cortas escritas por Natsuhiko Kyogoku.                                                |        |
| 2003 | Takahashi Rumiko Gekijō Ningyo no Mori            | Akira Nishimori                  | 5 de octubre de 2003         | 21 de diciembre de 2003     | 13   | Adaptación del manga escrito e ilustrado por Rumiko Takahashi.                                                         |        |
| 2003 | PopoloCrois                                       | Kazuhiro Ochi                    | 5 de octubre de 2003         | 28 de marzo de 2004         | 26   | Secuela de PopoloCrois Monogatari.                                                                                     |        |
| 2004 | Aishiteruze Baby★★                                | Masaharu Okuwaki                 | 3 de abril del 2004          | 9 de octubre del 2004       | 26   | Adaptación del manga escrito e ilustrado por Yōko Maki.                                                                |        |
| 2004 | Monkey Punch: Manga Katsudō Daishashin            | Shunji Ōga                       | 1 de agosto de 2004          | 25 de junio de 2005         | 12   | Es un programa de variedades animado que presenta las obras de Monkey Punch.                                           |        |
| 2005 | Gallery Fake                                      | Akira Nishimori Osamu Yamasaki   | 8 de enero de 2005           | 24 de septiembre de 2005    | 37   | Adaptación del manga escrito e ilustrado por Fujihiko Hosono. Coproducción junto a Minami Machi Bugyōsho y Tokyo Kids. |        |
| 2005 | Buzzer Beater                                     | Shigeyuki Miya                   | 5 de febrero de 2005         | 7 de mayo de 2005           | 13   | Adaptación del manga escrito e ilustrado por Takehiko Inoue.                                                           |        |
| 2005 | Glass no Kamen                                    | Mamoru Hamatsu                   | 5 de abril de 2005           | 28 de marzo de 2006         | 51   | Adaptación del manga escrito e ilustrado por Suzue Miuchi.                                                             |        |
| 2005 | Kouchuu Ouja Mushiking ~Mori no Tami no Densetsu~ | Shigeyasu Yamauchi               | 6 de abril de 2005           | 29 de marzo de 2006         | 52   | Basada en el videojuego desarrollado por Sega.                                                                         |        |
| 2005 | Yuki no Joō                                       | Osamu Dezaki                     | 22 de mayo de 2005           | 12 de febrero de 2006       | 36   | Adaptación del cuento La reina de las nieves escrito por Hans Christian Andersen.                                      |        |
| 2005 | Angel Heart                                       | Toshiki Hirano                   | 3 de octubre de 2005         | 25 de septiembre de 2006    | 50   | Adaptación del manga escrito e ilustrado por Tsukasa Hōjō.                                                             |        |
| 2005 | Kakutō Bijin Wulong                               | Yoshio Suzuki                    | 10 de octubre de 2005        | 26 de marzo de 2006         | 25   | Adaptación del manga escrito e ilustrado por Yūgo Ishikawa.                                                            |        |
| 2006 | Kakutō Bijin Wulong: Rebirth                      | Yoshio Suzuki                    | 2 de abril de 2006           | 1 de octubre de 2006        | 25   | Secuela de Kakutō Bijin Wulong.                                                                                        |        |
| 2006 | D.Gray-man                                        | Osamu Nabeshima                  | 3 de octubre de 2006         | 30 de septiembre de 2008    | 103  | Adaptación del manga escrito e ilustrado por Katsura Hoshino.                                                          | [ 54 ] |
| 2006 | Pururun! Shizuku-chan                             | Atsushi Yano                     | 7 de octubre de 2006         | 29 de septiembre de 2007    | 51   | Basada en una serie de libros ilustrados infantiles escritos por Q-LiA e ilustrados por Ritsuko Gibo.                  |        |
| 2006 | Shijō Saikyō no Deshi Ken'ichi                    | Hajime Kamegaki                  | 7 de octubre de 2006         | 29 de septiembre de 2007    | 50   | Adaptación del manga escrito e ilustrado por Syun Matsuena.                                                            |        |
| 2007 | Bakugan Battle Brawlers                           | Mitsuo Hashimoto                 | 5 de abril de 2007           | 20 de marzo de 2008         | 52   | Historia original. |        |
| 2007 | Kaze no Shōjo Emily                               | Harume Kosaka                    | 7 de abril de 2007           | 29 de septiembre de 2007    | 26   | Basada en la novela escrita por Lucy Maud Montgomery.                                                                  |        |
| 2007 | Buzzer Beater 2nd Season                          | Shigeyuki Miya                   | 4 de julio de 2007           | 26 de septiembre de 2007    | 13   | Secuela de Buzzer Beater.                                                                                              |        |
| 2007 | Pururun! Shizuku-chan Aha                         | Atsushi Yano                     | 7 de octubre de 2007         | 28 de septiembre de 2008    | 51   | Secuela de Pururun! Shizuku-chan.                                                                                      |        |
| 2008 | Noramimi                                          | Yoshitaka Koyama                 | 9 de enero de 2008           | 26 de marzo de 2008         | 12   | Adaptación del manga escrito e ilustrado por Kazuo Hara.                                                               |        |
| 2008 | Itazura na Kiss                                   | Osamu Yamasaki                   | 4 de abril de 2008           | 25 de septiembre de 2008    | 25   | Adaptación del manga escrito e ilustrado por Kaoru Tada.                                                               |        |
| 2008 | Telepathy Shōjo Ran                               | Makoto Nakamura                  | 21 de junio de 2008          | 20 de diciembre de 2008     | 26   | Adaptación de la novela escrita por Atsuko Asano.                                                                      |        |
| 2008 | Scarecrowman                                      | Yoshio Takeuchi                  | 3 de julio de 2008           | 25 de diciembre de 2008     | 26   | Historia original. |        |
| 2008 | Live On Cardliver Kakeru                          | Hatsuki Tsuji                    | 5 de octubre de 2008         | 27 de septiembre de 2009    | 51   | Adaptación del manga escrito por Choji Yoshikawa e ilustrado por AIYAH-BALL.                                           |        |
| 2009 | Kupu~!! Mamegoma!                                 | Hidekazu Oka                     | 10 de enero de 2009          | 26 de diciembre de 2009     | 51   | Historia original. |        |
| 2009 | Examurai Sengoku                                  | Yūichi Abe Yoshio Takeuchi       | 25 de junio de 2009          | 11 de enero de 2009         | 24   | Historia original. |        |
| 2009 | Genji Monogatari Sennenki                         | Osamu Dezaki Satoshi Kuwabara    | 15 de enero de 2009          | 26 de marzo de 2009         | 11   | Adaptación de The Tale of Genji. Coproducción junto a Tezuka Productions.                                              |        |
| 2009 | Rose O'Neill Kewpie                               | Masatsugu Arakawa                | 2 de diciembre de 2009       | 26 de mayo de 2010          | 26   | Historia original. |        |

#### 2010
| Año  | Título                                               | Director(es)       | Fecha de primera transmisión | Fecha de última transmisión | Eps. | Notas | Refs.  |
| ---- | ---------------------------------------------------- | ------------------ | ---------------------------- | --------------------------- | ---- | --- | ------ |
| 2010 | Bakugan Battle Brawlers: New Vestroia                | Mitsuo Hashimoto   | 2 de marzo de 2010           | 5 de marzo de 2011          | 52   | Secuela de Bakugan Battle Brawlers. |        |
| 2010 | Hime Chen! Otogi Chikku Idol Lilpri                  | Makoto Moriwaki    | 4 de abril de 2010           | 27 de marzo de 2011         | 51   | Basada en el videojuego desarrollado por Sega.                                                                                         |        |
| 2011 | Cardfight!! Vanguard                                 | Hatsuki Tsuji      | 8 de enero de 2011           | 31 de marzo de 2012         | 65   | Basada en el juego de cartas coleccionables creado por Bushiroad.                                                                      |        |
| 2011 | Bakugan Battle Brawlers: Gundalian Invaders          | Mitsuo Hashimoto   | 3 de abril de 2011           | 22 de enero de 2012         | 39   | Secuela de Bakugan Battle Brawlers: New Vestroia.                                                                                      |        |
| 2011 | Sengoku Otome: Momoiro Paradox                       | Hideki Okamoto     | 5 de abril de 2011           | 27 de junio de 2011         | 13   | Basada en el juego desarrollado por Heiwa.                                                                                             |        |
| 2012 | Brave 10                                             | Kiyoko Sayama      | 8 de enero de 2012           | 27 de marzo de 2012         | 12   | Adaptación del manga escrito e ilustrado por Kairi Shimotsuki.                                                                         |        |
| 2012 | Zetman                                               | Osamu Nabeshima    | 2 de abril de 2012           | 25 de junio de 2012         | 13   | Adaptación del manga escrito e ilustrado por Masakazu Katsura.                                                                         | [ 55 ] |
| 2012 | Lupin III: Mine Fujiko to Iu Onna                    | Sayo Yamamoto      | 4 de abril de 2012           | 27 de junio de 2012         | 13   | Spin-off de Lupin III. |        |
| 2012 | Cardfight!! Vanguard: Asia Circuit-hen               | Hatsuki Tsuji      | 8 de abril de 2012           | 2 de enero de 2013          | 39   | Secuela de Cardfight!! Vanguard. |        |
| 2012 | Kamisama Hajimemashita                               | Akitaro Daichi     | 1 de octubre de 2012         | 24 de diciembre de 2012     | 13   | Adaptación del manga escrito e ilustrado por Julietta Suzuki.                                                                          | [ 56 ] |
| 2013 | Bakumatsu Gijinden Roman                             | Hirofumi Ogura     | 7 de enero de 2013           | 26 de marzo de 2013         | 12   | Basada en el juego pachinko CR Ginroku Gijinden Roman.                                                                                 |        |
| 2013 | Cardfight!! Vanguard: Link Joker-hen                 | Hatsuki Tsuji      | 13 de enero de 2013          | 2 de marzo de 2014          | 59   | Secuela de Cardfight!! Vanguard: Asia Circuit-hen.                                                                                     |        |
| 2013 | Anisava                                              | Benpineko          | 26 de agosto de 2013         | 13 de enero de 2014         | 13   | Historia original. Coproducción junto a DLE.                                                                                           | [ 57 ] |
| 2013 | Yowamushi Pedal                                      | Osamu Nabeshima    | 7 de octubre de 2013         | 1 de julio de 2014          | 38   | Adaptación del manga escrito e ilustrado por Wataru Watanabe.                                                                          |        |
| 2014 | Toaru Hikūshi e no Koiuta                            | Toshimasa Suzuki   | 6 de enero de 2014           | 31 de marzo de 2014         | 13   | Adaptación de las novelas ligeras escritas por Koroku Inumura e ilustradas por Haruyuki Morisawa.                                      |        |
| 2014 | Cardfight!! Vanguard: Legion Mate-hen                | Hatsuki Tsuji      | 9 de marzo de 2014           | 19 de octubre de 2014       | 33   | Secuela de Cardfight!! Vanguard: Link Joker-hen.                                                                                       |        |
| 2014 | Hero Bank                                            | Yasutaka Yamamoto  | 7 de abril de 2014           | 30 de marzo de 2015         | 51   | Basada en el videojuego desarrollado por Sega.                                                                                         |        |
| 2014 | Gugure! Kokkuri-san                                  | Yoshimasa Hiraike  | 5 de octubre de 2014         | 21 de diciembre de 2014     | 12   | Adaptación del manga yonkoma escrito e ilustrado por Midori Endō.                                                                      | [ 58 ] |
| 2014 | Yowamushi Pedal: Grande Road                         | Osamu Nabeshima    | 7 de octubre de 2014         | 30 de marzo de 2015         | 24   | Secuela de Yowamushi Pedal. |        |
| 2014 | Hi☆sCoool! SeHa Girls                                | Sōta Sugawara      | 8 de octubre de 2014         | 24 de diciembre de 2014     | 13   | Parte de un proyecto multimedia japonés producido entre el sello Dengeki Bunko de ASCII Media Works y la compañía de videojuegos Sega. |        |
| 2014 | Cardfight!! Vanguard G                               | Yui Umemoto        | 26 de octubre de 2014        | 4 de octubre de 2015        | 48   | Secuela de Cardfight!! Vanguard: Legion Mate-hen.                                                                                      |        |
| 2015 | Kamisama Hajimemashita◎                              | Akitaro Daichi     | 5 de enero de 2015           | 30 de marzo de 2015         | 12   | Secuela de Kamisama Hajimemashita. |        |
| 2015 | Jitsu wa Watashi wa                                  | Yasutaka Yamamoto  | 6 de julio de 2015           | 28 de septiembre de 2015    | 13   | Adaptación del manga escrito e ilustrado por Eiji Masuda.                                                                              |        |
| 2015 | Cardfight!! Vanguard G: GIRS Crisis-hen              | Yui Umemoto        | 11 de octubre de 2015        | 10 de abril de 2016         | 26   | Secuela de Cardfight!! Vanguard G. |        |
| 2016 | Bakuon!!                                             | Junji Nishimura    | 4 de abril de 2016           | 21 de junio de 2016         | 12   | Adaptación del manga escrito e ilustrado por Mimana Orimoto.                                                                           | [ 59 ] |
| 2016 | Cardfight!! Vanguard G: Stride Gate-hen              | Yui Umemoto        | 17 de abril de 2016          | 25 de septiembre de 2016    | 24   | Secuela de Cardfight!! Vanguard G: GIRS Crisis-hen.                                                                                    |        |
| 2016 | Kamiwaza Wanda                                       | Mitsuo Hashimoto   | 23 de abril de 2016          | 25 de marzo de 2017         | 47   | Parte de un proyecto multimedia japonés creado por Takara Tomy y TBS.                                                                  |        |
| 2016 | ReLIFE                                               | Tomochi Kosaka     | 2 de julio de 2016           | 24 de septiembre de 2016    | 13   | Adaptación del manga escrito e ilustrado por Yayoiso.                                                                                  |        |
| 2016 | Amaama to Inazuma                                    | Tarō Iwasaki       | 4 de julio de 2016           | 19 de septiembre de 2016    | 12   | Adaptación del manga escrito e ilustrado por Gido Amagakure.                                                                           | [ 60 ] |
| 2016 | Bananya                                              | Kyō Yatate         | 4 de julio de 2016           | 26 de septiembre de 2016    | 12   | Historia original. Coproducción junto a Gathering.                                                                                     |        |
| 2016 | D.Gray-man Hallow                                    | Yoshiharu Ashino   | 4 de julio de 2016           | 26 de septiembre de 2016    | 13   | Secuela de D.Gray-man. |        |
| 2016 | Pittanko! Nekozakana                                 | Kazumi Nonaka      | 2 de octubre de 2016         | 17 de septiembre de 2017    | 50   | Historia original. Coproducción junto a Studio Comet.                                                                                  |        |
| 2016 | Ohayō! Kokekkō-san                                   | Eiji Ihara         | 2 de octubre de 2016         | 17 de septiembre de 2016    | 50   | Historia original. Coproducción junto a TOCSIS.                                                                                        |        |
| 2016 | Kimoshiba                                            | Desconocido        | 2 de octubre de 2016         | 25 de diciembre de 2016     | 13   | Historia original. Coproducción junto a Jinnis Animation Studios.                                                                      |        |
| 2016 | Trickster: Edogawa Ranpo "Shōnen Tanteidan" yori     | Masahiro Mukai     | 4 de octubre de 2016         | 27 de marzo de 2017         | 24   | Adaptación del manga escrito e ilustrado por Mantohihi Binta. Coproducción junto a Shin-Ei Animation.                                  |        |
| 2016 | Nobunaga no Shinobi                                  | Akitaro Daichi     | 4 de octubre de 2016         | 28 de mayo de 2017          | 26   | Adaptación del manga yonkoma escrito e ilustrado por Naoki Shigeno.                                                                    |        |
| 2016 | All Out!!                                            | Kenichi Shimizu    | 7 de octubre de 2016         | 31 de marzo de 2017         | 25   | Adaptación del manga escrito e ilustrado por Shiori Amase.                                                                             | [ 61 ] |
| 2016 | Yukai na Animal Bus                                  | Desconocido        | 8 de octubre de 2016         | 26 de marzo de 2017         | 12   | Historia original. |        |
| 2017 | Yowamushi Pedal: New Generation                      | Osamu Nabeshima    | 10 de enero de 2017          | 27 de junio de 2017         | 25   | Secuela de Yowamushi Pedal: Grande Road.                                                                                               |        |
| 2017 | Nobunaga no Shinobi: Ise Kanegasaki-hen              | Akitaro Daichi     | 5 de abril de 2017           | 30 de septiembre de 2017    | 26   | Secuela de Nobunaga no Shinobi. |        |
| 2017 | Yukai na Animal Bus 2nd Season                       | Desconocido        | 2 de julio de 2017           | 17 de septiembre de 2017    | 12   | Secuela de Yukai na Animal Bus. |        |
| 2017 | Nana Maru San Batsu                                  | Masaki Ōzora       | 4 de julio de 2017           | 19 de septiembre de 2017    | 12   | Adaptación del manga escrito e ilustrado por Iqura Sugimoto.                                                                           |        |
| 2017 | Ikemen Sengoku: Toki wo Kakeru ga Koi wa Hajimaranai | Shigeyuki Watanabe | 12 de julio de 2017          | 27 de septiembre de 2017    | 12   | Basada en el videojuego desarrollado por CYBIRD. Coproducción junto a Jinnis Animation Studios.                                        |        |
| 2018 | Yowamushi Pedal: Glory Line                          | Osamu Nabeshima    | 9 de enero de 2018           | 26 de junio de 2018         | 25   | Secuela de Yowamushi Pedal: New Generation.                                                                                            |        |
| 2018 | Megalo Box                                           | Yō Moriyama        | 6 de abril de 2018           | 29 de junio de 2018         | 13   | Historia original. | [ 62 ] |
| 2018 | Nobunaga no Shinobi: Anegawa Ishiyama-hen            | Akitaro Daichi     | 7 de abril de 2018           | 29 de septiembre de 2018    | 26   | Secuela de Nobunaga no Shinobi: Ise Kanegasaki-hen.                                                                                    |        |
| 2018 | Senjūshi                                             | Kenichi Kasai      | 3 de julio de 2018           | 25 de septiembre de 2018    | 12   | Basada en el videojuego desarrollado por Line Games y Marvelous Entertainment.                                                         |        |
| 2018 | Sora to Umi no Aida                                  | Atsushi Nigorikawa | 4 de octubre de 2018         | 20 de diciembre de 2018     | 12   | Basada en el videojuego desarrollado por ForwardWorks.                                                                                 |        |
| 2019 | Meiji Tokyo Renka                                    | Akitaro Daichi     | 9 de enero de 2019           | 27 de marzo de 2019         | 12   | Basada en la novela visual desarrollada por Mages.                                                                                     |        |
| 2019 | Bakugan: Battle Planet                               | Kazuya Ichikawa    | 1 de abril de 2019           | 19 de enero de 2020         | 50   | Historia original. |        |
| 2019 | Fruits Basket 1st Season                             | Yoshihide Ibata    | 6 de abril de 2019           | 21 de septiembre de 2019    | 25   | Adaptación del manga escrito e ilustrado por Natsuki Takaya.                                                                           | [ 63 ] |
| 2019 | Hachigatsu no Cinderella Nine                        | Susumu Kudō        | 8 de abril de 2019           | 8 de julio de 2019          | 12   | Basada en el videojuego desarrollado por Akatsuki y Kadokawa.                                                                          |        |
| 2019 | Dr. Stone                                            | Shinya Iino        | 5 de julio de 2019           | 13 de diciembre de 2019     | 24   | Adaptación del manga escrito por Riichiro Inagaki e ilustrado por Boichi.                                                              | [ 64 ] |
| 2019 | Bananya Fushigina naka Ma-tachi                      | Kyō Yatate         | 1 de octubre de 2019         | 24 de diciembre de 2019     | 13   | Secuela de Bananya. Coproducción junto a Gathering.                                                                                    |        |

#### 2020
| Año  | Título                                 | Director(es)      | Fecha de primera transmisión | Fecha de última transmisión | Eps. | Notas                                                                              | Refs.                |
| ---- | -------------------------------------- | ----------------- | ---------------------------- | --------------------------- | ---- | ---------------------------------------------------------------------------------- | -------------------- |
| 2020 | Bakugan: Armored Alliance              | Kazuya Ichikawa   | 3 de abril de 2020           | 26 de marzo de 2021         | 52   | Secuela de Bakugan Battle Planet.                                                  |                      |
| 2020 | Fruits Basket 2nd Season               | Yoshihide Ibata   | 7 de abril de 2020           | 22 de septiembre de 2020    | 25   | Secuela de Fruits Basket 1st Season.                                               |                      |
| 2020 | Kanojo, Okarishimasu                   | Kazuomi Koga      | 10 de julio de 2020          | 25 de septiembre de 2020    | 12   | Adaptación del manga escrito e ilustrado por Reiji Miyajima.                       | [ 65 ] [ 66 ]        |
| 2021 | Dr. Stone: Stone Wars                  | Shinya Iino       | 14 de enero de 2021          | 25 de marzo de 2021         | 11   | Secuela de Dr. Stone.                                                              | [ 67 ] [ 68 ]        |
| 2021 | Shakunetsu Kabaddi                     | Kazuya Ichikawa   | 3 de abril de 2021           | 19 de junio de 2021         | 12   | Adaptación del manga escrito e ilustrado por Hajime Musashino.                     | [ 69 ]               |
| 2021 | Nomad: Megalo Box 2                    | Yō Moriyama       | 4 de abril de 2021           | 27 de junio de 2021         | 13   | Secuela de Megalo Box.                                                             | [ 70 ]               |
| 2021 | Fruits Basket: The Final               | Yoshihide Ibata   | 6 de abril de 2021           | 29 de junio de 2021         | 13   | Secuela de Fruits Basket 2nd Season.                                               | [ 71 ]               |
| 2021 | Seirei Gensōki                         | Osamu Yamasaki    | 5 de julio de 2021           | 20 de septiembre de 2021    | 12   | Adaptación de las novelas ligeras escritas por Yuri Kitayama e ilustradas por Riv. | [ 72 ] [ 73 ]        |
| 2021 | Lupin III: Part 6                      | Eiji Suganuma     | 17 de octubre de 2021        | 27 de marzo de 2022         | 24   | Secuela de Lupin III: Part 5.                                                      |                      |
| 2022 | Meitantei Conan: Zero no Tea Time      | Tomochi Kosaka    | 5 de abril de 2022           | 10 de mayo de 2022          | 6    | Adaptación del manga derivado Meitantei Conan: Zero no Tea Time.                   |                      |
| 2022 | Kanojo, Okarishimasu 2nd Season        | Kazuomi Koga      | 2 de julio de 2022           | 17 de septiembre de 2022    | 12   | Secuela de Kanojo, Okarishimasu.                                                   | [ 74 ] [ 75 ]        |
| 2022 | Meitantei Conan: Hannin no Hanzawa-san | Akitaro Daichi    | 4 de octubre de 2022         | 20 de diciembre de 2022     | 12   | Adaptación del manga derivado Meitantei Conan: Hannin no Hanzawa-san.              |                      |
| 2022 | Yowamushi Pedal: Glory Line            | Osamu Nabeshima   | 9 de octubre de 2022         | 26 de marzo de 2023         | 25   | Secuela de Yowamushi Pedal: Glory Line.                                            |                      |
| 2023 | Dr. Stone: New World                   | Shūhei Matsushita | 6 de abril de 2023           | 15 de junio de 2023         | 11   | Secuela de Dr. Stone: Ryusui.                                                      | [ 76 ] [ 77 ] [ 78 ] |
| 2023 | Kanojo, Okarishimasu 3rd Season        | Shinya Une        | 8 de julio de 2023           | 30 de septiembre de 2023    | 12   | Secuela de Kanojo, Okarishimasu 2nd Season.                                        | [ 79 ] [ 80 ] [ 81 ] |
| 2023 | Dr. Stone: New World Part 2            | Shūhei Matsushita | 12 de octubre de 2023        | 21 de diciembre de 2023     | 11   | Secuela de Dr. Stone: New World.                                                   | [ 82 ] [ 83 ] [ 84 ] |
| 2024 | Rinkai!                                | Takaaki Ishiyama  | 9 de abril de 2024           | 25 de junio de 2024         | 12   | Anime original.                                                                    | [ 85 ]               |
| 2024 | Seirei Gensōki 2                       | Hiroshi Kubo      | 8 de octubre de 2024         | 24 de diciembre de 2024     | 12   | Secuela de Seirei Gensōki.                                                         | [ 86 ] [ 87 ]        |
| 2025 | Dr. Stone: Science Future              | Shūhei Matsushita | 9 de enero de 2025           | 27 de marzo de 2025         | 12   | Secuela de Dr. Stone: New World Part 2.                                            | [ 88 ] [ 89 ] [ 90 ] |
| 2025 | Sakamoto Days                          | Masaki Watanabe   | 11 de enero de 2025          | 22 de marzo de 2025         | 11   | Adaptación del manga Sakamoto Days de Yuuto Suzuki.                                | [ 91 ]               |
| 2025 | Kanojo, Okarishimasu 4th Season        | Kazuomi Koga      | 5 de julio de 2025           | —                           | 12   | Secuela de Kanojo, Okarishimasu 3rd Season.                                        | [ 92 ] [ 93 ]        |
| 2025 | Dr. Stone: Science Future Part 2       | Shūhei Matsushita | 10 de julio de 2025          | —                           | 12   | Secuela de Dr. Stone: Science Future.                                              | [ 94 ]               |
| 2025 | Sakamoto Days Part 2                   | Masaki Watanabe   | 15 de julio de 2025          | —                           | 11   | Secuela de Sakamoto Days.                                                          | [ 95 ] [ 96 ]        |
| 2026 | Aoashi 2nd Season                      | —                 | 2026                         | —                           | —    | Secuela de Aoashi.                                                                 | [ 97 ]               |
| —    | Kanojo, Okarishimasu 4th Season Part 2 | —                 | —                            | —                           | —    | Secuela de Kanojo, Okarishimasu 4th Season.                                        | [ 98 ]               |

### Películas
| Año  | Título                                                                                        | Director(es)                     | Duración | Notas | Refs.           |
| ---- | --------------------------------------------------------------------------------------------- | -------------------------------- | -------- | --- | --------------- |
| 1972 | Panda Kopanda                                                                                 | Isao Takahata                    | 35m      | Historia original.                                                                                           |                 |
| 1973 | Panda Kopanda The Rainy-Day Circus                                                            | Isao Takahata                    | 38m      | Historia original.                                                                                           |                 |
| 1978 | Lupin III: Lupin vs. Fukusei-ningen                                                           | Sōji Yoshikawa                   | 102m     | Historia original de Lupin III.                                                                              |                 |
| 1979 | Ace wo Nerae! Movie                                                                           | Osamu Dezaki                     | 90m      | Película recopilatoria de Ace wo Nerae!.                                                                     |                 |
| 1979 | Ganbare!! Tabuchi-kun!!                                                                       | Tsutomu Shibayama                | 95m      | Adaptación del manga yonkoma escrito e ilustrado por Hisaichi Ishii.                                         |                 |
| 1979 | Lupin III: Cagliostro no Shiro                                                                | Hayao Miyazaki                   | 99m      | Historia original de Lupin III.                                                                              |                 |
| 1980 | Ganbare!! Tabuchi-kun!! Gekitō Pennant Race                                                   | Tsutomu Shibayama                | 95m      | Secuela de Ganbare!! Tabuchi-kun!!.                                                                          |                 |
| 1980 | Makoto-chan                                                                                   | Tsutomu Shibayama                | 84m      | Adaptación del manga yonkoma escrito e ilustrado por Kazuo Umezu.                                            |                 |
| 1980 | Ganbare!! Tabuchi-kun!! Aa Tsuppari Jinsei                                                    | Tsutomu Shibayama                | 96m      | Secuela de Ganbare!! Tabuchi-kun!! Gekitō Pennant Race.                                                      |                 |
| 1980 | Ie Naki Ko Movie                                                                              | Osamu Dezaki                     | 96m      | Relacionado con Ie Naki Ko.                                                                                  |                 |
| 1981 | Jarinko Chie                                                                                  | Isao Takahata                    | 109m     | Adaptación del manga escrito e ilustrado por Etsumi Haruki.                                                  |                 |
| 1981 | Ashita no Joe 2 Movie                                                                         | Osamu Dezaki                     | 112m     | Película recopilatoria de Ashita no Joe 2.                                                                   |                 |
| 1982 | Ohayō! Spank Movie                                                                            | Shigetsugu Yoshida               | 95m      | Adaptación del manga escrito por Shun'ichi Yukimuro e ilustrado por Shizue Takanashi.                        |                 |
| 1982 | Shin Dokonjō Gaeru: Dokonjō Yumemakura                                                        | Tadao Nagahama                   | 37m      | Adaptación del manga escrito e ilustrado por Yasumi Yoshizawa.                                               |                 |
| 1982 | Space Adventure Cobra                                                                         | Osamu Dezaki                     | 99m      | Adaptación del manga escrito e ilustrado por Buichi Terasawa.                                                |                 |
| 1983 | Pro Yakyū o 10-bai Tanoshiku Miru Hōhō                                                        | Kiyoshi Suzuki                   | 97m      | Adaptación del libro del mismo nombre escrito por Takenori Emoto.                                            |                 |
| 1983 | Golgo 13: El profesional                                                                      | Osamu Dezaki                     | 93m      | Adaptación del manga escrito e ilustrado por Takao Saito. Coproducción junto a Filmlink International.       |                 |
| 1984 | Bōken-tachi Gamba to Nanbiki no Nakama                                                        | Osamu Dezaki                     | 95m      | Película recopilatoria de Ganba no Bōken.                                                                    |                 |
| 1984 | Meitantei Holmes: Aoi Ruby no Maki / Kaitei no Zaihō no Maki                                  | Hayao Miyazaki                   | 46m      | Relacionado con Meitantei Holmes.                                                                            |                 |
| 1985 | Lupin III: Babylon no Ougon Densetsu                                                          | Seijun Suzuki Shigetsugu Yoshida | 100m     | Historia original de Lupin III.                                                                              |                 |
| 1986 | Meitantei Holmes: Mrs. Hudson Hitojichi Jiken no Maki / Dover Kaikyō no Daikuuchuusen no Maki | Hayao Miyazaki                   | 46m      | Relacionado con Meitantei Holmes.                                                                            |                 |
| 1987 | Takarajima Movie                                                                              | Osamu Dezaki                     | 88m      | Película recopilatoria de Takarajima.                                                                        |                 |
| 1987 | Lupin III: Fuuma Ichizoku no Inbō                                                             | Masayuki Ozeki                   | 73m      | Historia original de Lupin III.                                                                              |                 |
| 1988 | Akira                                                                                         | Katsuhiro Otomo                  | 124m     | Adaptación del manga escrito e ilustrado por Katsuhiro Otomo.                                                |                 |
| 1989 | Little Nemo                                                                                   | Masami Hata                      | 94m      | Basada en las historietas clásicas de Nemo de Winsor McCay.                                                  |                 |
| 1990 | Sore Ike! Anpanman: Omusubiman                                                                | Shunji Ōga                       | 30m      | Historia original de Sore Ike! Anpanman.                                                                     |                 |
| 1990 | Sore Ike! Anpanman: Baikinman no Gyakushuu                                                    | Akinori Nagaoka                  | 70m      | Historia original de Sore Ike! Anpanman.                                                                     |                 |
| 1991 | Sore Ike! Anpanman: Tobe! Tobe! Chibigon                                                      | Akinori Nagaoka                  | 40m      | Historia original de Sore Ike! Anpanman.                                                                     |                 |
| 1992 | Sore Ike! Anpanman: Tsumikijou no Himitsu                                                     | Akinori Nagaoka                  | 60m      | Historia original de Sore Ike! Anpanman.                                                                     |                 |
| 1993 | Sore Ike! Anpanman: Kyouryuu Nosshii no Daibouken                                             | Akinori Nagaoka                  | 60m      | Historia original de Sore Ike! Anpanman.                                                                     |                 |
| 1993 | Kaiketsu Zorori: Mahoutsukai no Deshi/Dai Kaizoku no Takara Sagashi                           | Yoshio Takeuchi                  | 53m      | Basada en una serie de libros infantiles escritos e ilustrados por Yutaka Hara.                              |                 |
| 1995 | Sore Ike! Anpanman: Yuurei Sen wo Yattsukero!!                                                | Hiroyuki Yano                    | 56m      | Historia original de Sore Ike! Anpanman.                                                                     |                 |
| 1995 | Lupin III: Kutabare! Nostradamus                                                              | Takeshi Shirato                  | 100m     | Historia original de Lupin III.                                                                              |                 |
| 1996 | Lupin III: Dead or Alive                                                                      | Hiroyuki Yano Monkey Punch       | 97m      | Historia original de Lupin III.                                                                              |                 |
| 1996 | Sore Ike! Anpanman: Soratobu Ehon to Glass no Kutsu                                           | Akinori Nagaoka                  | 60m      | Historia original de Sore Ike! Anpanman.                                                                     |                 |
| 1997 | Detective Conan Movie 01: The Timed Skyscraper                                                | Kenji Kodama                     | 94m      | Historia original de Detective Conan.                                                                        | [ 99 ]          |
| 1997 | Sore Ike! Anpanman: Bokura wa Hero                                                            | Desconocido                      | 25m      | Historia original de Sore Ike! Anpanman.                                                                     |                 |
| 1997 | Sore Ike! Anpanman: Niji no Pyramid                                                           | Shunji Ōga                       | 56m      | Historia original de Sore Ike! Anpanman.                                                                     |                 |
| 1998 | Detective Conan Movie 02: The Fourteenth Target                                               | Kenji Kodama                     | 99m      | Historia original de Detective Conan.                                                                        | [ 100 ]         |
| 1999 | Detective Conan Movie 03: The Last Wizard of the Century                                      | Kenji Kodama Yasuichiro Yamamoto | 100m     | Historia original de Detective Conan.                                                                        | [ 101 ]         |
| 1999 | Sore Ike! Anpanman: Anpanman to Tanoshii Nakama-tachi                                         | Shunji Ōga                       | 25m      | Historia original de Sore Ike! Anpanman.                                                                     |                 |
| 2000 | Detective Conan Movie 04: Captured in Her Eyes                                                | Kenji Kodama                     | 100m     | Historia original de Detective Conan.                                                                        | [ 102 ]         |
| 2000 | Sore Ike! Anpanman: Ningyohime no Namida                                                      | Shunji Ōga                       | 55m      | Historia original de Sore Ike! Anpanman.                                                                     |                 |
| 2001 | Detective Conan Movie 05: Countdown to Heaven                                                 | Kenji Kodama                     | 100m     | Historia original de Detective Conan.                                                                        | [ 103 ]         |
| 2001 | Sore Ike! Anpanman: Kaiketsu Naganegiman to Yakisobapanman                                    | Shunji Ōga                       | 20m      | Historia original de Sore Ike! Anpanman.                                                                     |                 |
| 2001 | Tottoko Hamtarō Movie 1: Ham-Ham Land Daibōken                                                | Osamu Dezaki                     | 54m      | Historia original de Hamtarō.                                                                                |                 |
| 2002 | Detective Conan Movie 06: The Phantom of Baker Street                                         | Kenji Kodama                     | 107m     | Historia original de Detective Conan.                                                                        | [ 104 ]         |
| 2002 | Sore Ike! Anpanman: Tekka no Maki-chan to Kin no Kamameshidon                                 | Shunji Ōga                       | 20m      | Historia original de Sore Ike! Anpanman.                                                                     |                 |
| 2002 | Sore Ike! Anpanman: Roll to Laura Ukigumojou no Himitsu                                       | Shunji Ōga                       | 50m      | Historia original de Sore Ike! Anpanman.                                                                     |                 |
| 2002 | Tottoko Hamtarō Movie 2: Ham-Ham Hamuuja! Maboroshi no Princess                               | Osamu Dezaki                     | 54m      | Historia original de Hamtarō.                                                                                |                 |
| 2003 | Detective Conan Movie 07: Crossroad in the Ancient Capital                                    | Kenji Kodama                     | 108m     | Historia original de Detective Conan.                                                                        | [ 105 ]         |
| 2003 | Sore Ike! Anpanman: Kaiketsu Naganegiman to Doremi Hime                                       | Toshiya Shinohara                | 20m      | Historia original de Sore Ike! Anpanman.                                                                     |                 |
| 2003 | Tottoko Hamtarou Movie 3: Ham Ham Grand Prix Aurora Tani no Kiseki - Ribon-chan Kiki Ippatsu! | Osamu Dezaki                     | 52m      | Historia original de Hamtarō.                                                                                |                 |
| 2004 | Detective Conan Movie 08: Magician of the Silver Sky                                          | Yasuichiro Yamamoto              | 108m     | Historia original de Detective Conan.                                                                        | [ 106 ]         |
| 2004 | Tottoko Hamtarou Movie 4: Hamtaro to Fushigi no Oni no Emon Tou                               | Osamu Dezaki                     | 50m      | Historia original de Hamtarō.                                                                                |                 |
| 2005 | Detective Conan Movie 09: Strategy Above the Depths                                           | Yasuichiro Yamamoto              | 110m     | Historia original de Detective Conan.                                                                        | [ 107 ]         |
| 2005 | Sore Ike! Anpanman: Happy no Daibouken                                                        | Hiroyuki Yano                    | 51m      | Historia original de Sore Ike! Anpanman.                                                                     |                 |
| 2005 | Kouchuu Ouja Mushiking: Greatest Champion e no Michi                                          | Shunji Ōga                       | 50m      | Basada en el videojuego desarrollado por Sega.                                                               |                 |
| 2006 | Hokuto no Ken: Raoh Gaiden Junai-hen                                                          | Takahiro Imamura                 | 95m      | Adaptación del manga escrito por Buronson e ilustrado por Tetsuo Hara.                                       |                 |
| 2006 | Detective Conan Movie 10: Requiem of the Detectives                                           | Yasuichiro Yamamoto              | 111m     | Historia original de Detective Conan.                                                                        | [ 108 ]         |
| 2006 | Sore Ike! Anpanman: Inochi no Hoshi no Dolly                                                  | Hiroyuki Yano                    | 51m      | Historia original de Sore Ike! Anpanman.                                                                     |                 |
| 2007 | Oshare Majo Love and Berry: Shiawase no Mahō                                                  | Tomomi Mochizuki                 | 51m      | Basada en el videojuego desarrollado por Sega.                                                               |                 |
| 2007 | Detective Conan Movie 11: Jolly Roger in the Deep Azure                                       | Yasuichiro Yamamoto              | 107m     | Historia original de Detective Conan.                                                                        | [ 109 ]         |
| 2007 | Hokuto no Ken: Raoh Gaiden Gekitou-hen                                                        | Takahiro Imamura                 | 89m      | Secuela de Hokuto no Ken: Yuria-den.                                                                         |                 |
| 2008 | Detective Conan Movie 12: Full Score of Fear                                                  | Yasuichiro Yamamoto              | 107m     | Historia original de Detective Conan.                                                                        | [ 110 ]         |
| 2008 | Hokuto no Ken Zero: Kenshirou Den                                                             | Takahiro Imamura                 | 90m      | Secuela de Hokuto no Ken: Toki-den.                                                                          |                 |
| 2009 | Sore Ike! Anpanman: Dadandan to Futago no Hoshi                                               | Jun Kawagoe                      | 50m      | Historia original de Sore Ike! Anpanman.                                                                     |                 |
| 2009 | Detective Conan Movie 13: The Raven Chaser                                                    | Yasuichiro Yamamoto              | 111m     | Historia original de Detective Conan.                                                                        | [ 111 ]         |
| 2010 | Detective Conan Movie 14: The Lost Ship in the Sky                                            | Yasuichiro Yamamoto              | 102m     | Historia original de Detective Conan.                                                                        | [ 112 ]         |
| 2010 | Sore Ike! Anpanman: Hashire! Wakuwaku Anpanman Grand Prix                                     | Hiroyuki Yano                    | 20m      | Historia original de Sore Ike! Anpanman.                                                                     |                 |
| 2010 | Sore Ike! Anpanman: Black Nose to Mahou no Uta                                                | Jun Kawagoe                      | 51m      | Historia original de Sore Ike! Anpanman.                                                                     |                 |
| 2011 | Detective Conan Movie 15: Quarter of Silence                                                  | Yasuichiro Yamamoto              | 109m     | Historia original de Detective Conan.                                                                        | [ 113 ]         |
| 2011 | Hal no Fue                                                                                    | Hiroshi Kawamata                 | 48m      | Relacionado con Sore Ike! Anpanman.                                                                          |                 |
| 2012 | Detective Conan Movie 16: The Eleventh Striker                                                | Kōbun Shizuno                    | 110m     | Historia original de Detective Conan.                                                                        | [ 114 ]         |
| 2012 | Sore Ike! Anpanman: Rhythm de Teasobi - Anpanman to Fushigi na Parasol                        | Toshiya Shinohara                | 20m      | Historia original de Sore Ike! Anpanman.                                                                     |                 |
| 2012 | Sore Ike! Anpanman: Yomigaere Bananajima                                                      | Hiroyuki Yano                    | 46m      | Historia original de Sore Ike! Anpanman.                                                                     |                 |
| 2012 | Fuse: Teppō Musume no Torimonochō                                                             | Masayuki Miyaji                  | 110m     | Adaptación de la novela escrita por Kazuki Sakuraba.                                                         |                 |
| 2012 | Anpanman ga Umareta Hi                                                                        | Desconocido                      | 11m      | Relacionado con Sore Ike! Anpanman.                                                                          |                 |
| 2013 | Detective Conan Movie 17: Private Eye in the Distant Sea                                      | Kōbun Shizuno                    | 110m     | Historia original de Detective Conan.                                                                        | [ 115 ]         |
| 2013 | Sore Ike! Anpanman: Tobase! Kibou no Handkerchief                                             | Hiroyuki Yano                    | 47m      | Historia original de Sore Ike! Anpanman.                                                                     |                 |
| 2013 | Lupin III vs. Detective Conan: The Movie                                                      | Hajime Kamegaki                  | 108m     | Secuela de Lupin III vs. Detective Conan.                                                                    |                 |
| 2014 | Detective Conan Movie 18: The Sniper from Another Dimension                                   | Kōbun Shizuno                    | 110m     | Historia original de Detective Conan.                                                                        | [ 116 ]         |
| 2014 | Sore Ike! Anpanman: Tanoshiku Teasobi Mama ni Natta Kokin-chan!?                              | Toshiya Shinohara                | 21m      | Historia original de Sore Ike! Anpanman.                                                                     |                 |
| 2014 | Sore Ike! Anpanman: Ringo Boy to Minna no Negai                                               | Hiroyuki Yano                    | 46m      | Historia original de Sore Ike! Anpanman.                                                                     |                 |
| 2014 | Yowamushi Pedal: Re:Ride                                                                      | Osamu Nabeshima                  | 88m      | Película recopilatoria de Takarajima.                                                                        |                 |
| 2015 | Detective Conan Movie 19: The Hellfire Sunflowers                                             | Kōbun Shizuno                    | 112m     | Historia original de Detective Conan.                                                                        | [ 117 ]         |
| 2015 | Yowamushi Pedal: Re:Road                                                                      | Osamu Nabeshima                  | 89m      | Secuela de Yowamushi Pedal: Re:Ride.                                                                         |                 |
| 2015 | Sore Ike! Anpanman: Rhythm de Utaou! Anpanman Natsumatsuri                                    | Toshiya Shinohara                | 27m      | Historia original de Sore Ike! Anpanman.                                                                     |                 |
| 2015 | Sore Ike! Anpanman: Mija to Mahou no Lamp                                                     | Hiroyuki Yano                    | 70m      | Historia original de Sore Ike! Anpanman.                                                                     |                 |
| 2015 | Yowamushi Pedal Movie                                                                         | Osamu Nabeshima                  | 89m      | Historia original de Yowamushi Pedal: Grande Road.                                                           |                 |
| 2016 | Detective Conan Movie 20: The Darkest Nightmare                                               | Kōbun Shizuno                    | 112m     | Historia original de Detective Conan.                                                                        | [ 118 ]         |
| 2016 | Sore Ike! Anpanman: Omocha no Hoshi no Nanda to Runda                                         | Jun Kawagoe                      | 62m      | Historia original de Sore Ike! Anpanman.                                                                     |                 |
| 2016 | Yowamushi Pedal: Spare Bike                                                                   | Osamu Nabeshima                  | 60m      | Adaptación del manga escrito e ilustrado por Wataru Watanabe.                                                |                 |
| 2017 | Detective Conan Movie 21: The Crimson Love Letter                                             | Kōbun Shizuno                    | 111m     | Historia original de Detective Conan.                                                                        | [ 119 ]         |
| 2017 | Yowamushi Pedal: Re:Generation                                                                | Osamu Nabeshima                  | 90m      | Resumen que recopila episodios de la 3.ª temporada del anime con algunas escenas nuevas.                     |                 |
| 2018 | Detective Conan Movie 22: Zero the Enforcer                                                   | Yuzuru Tachikawa                 | 110m     | Historia original de Detective Conan.                                                                        | [ 120 ]         |
| 2018 | Sore Ike! Anpanman: Kagayake! Kurun to Inochi no Hoshi                                        | Hiroyuki Yano                    | 61m      | Historia original de Sore Ike! Anpanman.                                                                     |                 |
| 2019 | Korasho no Kaitei Wakuwaku Daibouken! Movie                                                   | Yoshiaki Okumura                 | 60m      | Historia original.                                                                                           |                 |
| 2019 | Detective Conan Movie 23: The Fist of Blue Sapphire                                           | Chika Nagaoka                    | 109m     | Historia original de Detective Conan.                                                                        | [ 121 ]         |
| 2019 | Lupin III: The First                                                                          | Takashi Yamazaki                 | 92m      | Historia original de Lupin III. Coproducción junto a Marza Animation Planet.                                 |                 |
| 2021 | Detective Conan: The Scarlet Alibi                                                            | Shunsuke Ishihara                | 94m      | Película recopilatoria que combina imágenes de varios episodios del anime que se centran en la familia Akai. | [ 122 ]         |
| 2021 | Detective Conan Movie 24: The Scarlet Bullet                                                  | Chika Nagaoka                    | 110m     | Historia original de Detective Conan.                                                                        | [ 123 ]         |
| 2021 | Sore Ike! Anpanman: Fuwa Fuwa Fuwaly to Kumo no Kuni                                          | Jun Kawagoe                      | 62m      | Historia original de Sore Ike! Anpanman.                                                                     |                 |
| 2022 | Fruits Basket: Prelude                                                                        | Yoshihide Ibata                  | 88m      | Adaptación del manga escrito e ilustrado por Natsuki Takaya.                                                 | [ 124 ] [ 125 ] |
| 2022 | Detective Conan Movie 25: Halloween no Hanayome                                               | Susumu Mitsunaka                 | 110m     | Historia original de Detective Conan.                                                                        | [ 126 ]         |
| 2022 | Kimi o Aishita Hitori no Boku e                                                               | Jun Matsumoto                    | 98m      | Adaptación de la novela escrita por Yomoji Otono.                                                            |                 |
| 2023 | Detective Conan: Haibara Ai Monogatari - Kurogane no Mystery Train                            | Shunsuke Ishihara                | 90m      | Historia original de Detective Conan.                                                                        | [ 127 ]         |
| 2023 | Detective Conan Movie 26: Kurogane no Submarine                                               | Yuzuru Tachikawa                 | 109m     | Secuela de Detective Conan: Haibara Ai Monogatari - Kurogane no Mystery Train.                               | [ 128 ]         |
| 2023 | Sore Ike! Anpanman Movie: Roboly to Pokapoka Present                                          | Jun Kawagoe                      | 64m      | Historia original de Sore Ike! Anpanman.                                                                     |                 |
| 2023 | Resident Evil: Vendetta                                                                       | Eiichirō Hasumi                  | 89m      | Secuela de Resident Evil: Death Island.                                                                      | [ 129 ]         |

### OVAs
| Año  | Título | Director(es)                    | Fecha de primera transmisión | Fecha de última transmisión | Eps. | Notas | Refs.   |
| ---- | --- | ------------------------------- | ---------------------------- | --------------------------- | ---- | --- | ------- |
| 1986 | Katsugeki Shoujo Tanteidan                                                                                       | Masaharu Okuwaki                | 25 de noviembre de 1986      | 25 de noviembre de 1986     | 1    | Historia original. | [ 130 ] |
| 1987 | Space Fantasia 2001 Nights                                                                                       | Yoshio Takeuchi                 | 21 de junio de 1987          | 21 de junio de 1987         | 1    | Adaptación del manga escrito e ilustrado por Yukinobu Hoshino.                                                                     | [ 11 ]  |
| 1988 | Rokushin Gattai God Mars: Jūnana-sai no Densetsu                                                                 | Masakatsu Iijima                | 5 de junio de 1988           | 5 de junio de 1988          | 1    | Secuela de Rokushin Gattai God Mars.                                                                                               | [ 5 ]   |
| 1988 | Ace wo Nerae! 2                                                                                                  | Noboru Furuse                   | 25 de julio de 1988          | 25 de octubre de 1988       | 13   | Secuela de Shin Ace wo Nerae!. Coproducción junto a Annapuru.                                                                      | [ 11 ]  |
| 1989 | Ace wo Nerae! Final Stage                                                                                        | Osamu Dezaki                    | 25 de octubre de 1989        | 25 de abril de 1990         | 12   | Secuela de Ace wo Nerae! 2. | [ 5 ]   |
| 1990 | Tengai Makyō: Ziria Oboro-hen                                                                                    | Ōji Hiroi                       | 27 de julio de 1990          | 24 de agosto de 1990        | 2    | Adaptación del videojuego desarrollado por Red Company.                                                                            | [ 11 ]  |
| 1990 | OL Kaizō Kōza | Hajime Kamegaki                 | 1 de septiembre de 1990      | 1 de septiembre de 1990     | 1    | Inspirado en Drop Dead! Stupid Office Ladies, una columna en la revista Monthly Gendai.                                            | [ 11 ]  |
| 1991 | Wizardry | Toshiya Shinohara               | 20 de febrero de 1991        | 20 de febrero de 1991       | 1    | Adaptación del videojuego desarrollado por Sir-Tech.                                                                               | [ 11 ]  |
| 1992 | Takarajima Memorial: Yūnagi to Yobareta Otoko                                                                    | Osamu Dezaki                    | 21 de diciembre de 1992      | 21 de diciembre de 1992     | 1    | Secuela de Takarajima. | [ 5 ]   |
| 1994 | Maps | Susumu Nishizawa                | 8 de julio de 1994           | 24 de febrero de 1995       | 4    | Adaptación del manga escrito e ilustrado por Yūichi Hasegawa.                                                                      | [ 11 ]  |
| 1995 | Sore Ike! Anpanman: Otanjōbi Series                                                                              | Shunji Ōga                      | 26 de abril de 1995          | 1 de febrero de 1996        | 12   | Historia original de Sore Ike! Anpanman.                                                                                           | [ 11 ]  |
| 1997 | Rayearth | Keitaro Motonaga Toshiki Hirano | 25 de julio de 1997          | 24 de noviembre de 1997     | 3    | Adaptación del manga escrito e ilustrado por CLAMP.                                                                                | [ 11 ]  |
| 1997 | B't X Neo | Mamoru Hamatsu                  | 21 de agosto de 1997         | 20 de noviembre de 1997     | 14   | Secuela de B't X. | [ 11 ]  |
| 1998 | Sore Ike! Anpanman: Anpanman to Oyakusoku                                                                        | Shunji Ōga                      | 1 de febrero de 1998         | 1 de marzo de 1998          | 2    | Historia original de Sore Ike! Anpanman.                                                                                           | [ 11 ]  |
| 1998 | Glass no Kamen: Sen no Kamen wo Motsu Shōjo                                                                      | Tsuneo Kobayashi                | 16 de diciembre de 1998      | 21 de abril de 1999         | 3    | Adaptación del manga escrito e ilustrado por Suzue Miuchi.                                                                         | [ 5 ]   |
| 2000 | Karakuri no Kimi                                                                                                 | Hirotoshi Takaya                | 24 de marzo de 2020          | 24 de marzo de 2020         | 1    | Adaptación del manga escrito e ilustrado por Kazuhiro Fujita.                                                                      | [ 11 ]  |
| 2000 | Detective Conan OVA 01: Conan vs. Kid vs. Yaiba - Houtou Soudatsu Daikessen!!                                    | Yasuichiro Yamamoto             | 11 de octubre de 2020        | 11 de octubre de 2020       | 1    | Historia original de Detective Conan.                                                                                              | [ 11 ]  |
| 2002 | Detective Conan OVA 02: 16 Suspects                                                                              | Yasuichiro Yamamoto             | 16 de enero de 2002          | 16 de enero de 2002         | 1    | Historia original de Detective Conan.                                                                                              | [ 11 ]  |
| 2002 | Lupin III: Ikiteita Majutsushi                                                                                   | Mamoru Hamatsu                  | 3 de abril de 2002           | 3 de abril de 2002          | 1    | Historia original de Lupin III. | [ 11 ]  |
| 2002 | Tottoko Hamtarou OVA 1: Hamtaro no Otanjoubi - Mama wo Tasunete Sanzen Techi Techi                               | Kazuhiro Ochi                   | 21 de noviembre de 2002      | 21 de noviembre de 2002     | 1    | Historia original de Hamtarō. | [ 11 ]  |
| 2003 | Detective Conan OVA 03: Conan and Heiji and the Vanished Boy                                                     | Yasuichiro Yamamoto             | 2003                         | 2003                        | 1    | Historia original de Detective Conan.                                                                                              | [ 11 ]  |
| 2003 | Tottoko Hamtarou OVA 2: Hamuchanzu no Takara Sagashi Daisaku - Hamuha! Suteki na Umi no Natsuyasumin Techi Techi | Kazuhiro Ochi                   | 1 de marzo de 2003           | 1 de marzo de 2003          | 1    | Secuela de Tottoko Hamtarou OVA 1: Hamtaro no Otanjoubi - Mama wo Tasunete Sanzen Techi Techi.                                     | [ 11 ]  |
| 2004 | Detective Conan OVA 04: Conan and Kid and Crystal Mother                                                         | Masato Satō                     | 2004                         | 2004                        | 1    | Historia original de Detective Conan.                                                                                              | [ 11 ]  |
| 2004 | Tottoko Hamtarou OVA 3: Hamuchanzu to Niji no Kuni no Oujisama - Sekai de Ichiban no Takaramono                  | Kazuhiro Ochi                   | 24 de marzo de 2004          | 24 de marzo de 2004         | 1    | Secuela de Tottoko Hamtarou OVA 2: Hamuchanzu no Takara Sagashi Daisaku - Hamuha! Suteki na Umi no Natsuyasumi.                    | [ 11 ]  |
| 2004 | Tottoko Hamtarou OVA 2: Hamuchanzu no Takara Sagashi Daisaku - Hamuha! Suteki na Umi no Natsuyasumin Techi Techi | Kazuhiro Ochi                   | 1 de diciembre de 2004       | 1 de diciembre de 2004      | 1    | Secuela de Tottoko Hamtarou OVA 3: Hamuchanzu to Niji no Kuni no Oujisama - Sekai de Ichiban no Takaramono.                        | [ 11 ]  |
| 2005 | Detective Conan OVA 05: The Target is Kogoro! The Detective Boys' Secret Investigation                           | Masato Satō                     | 2005                         | 2005                        | 1    | Historia original de Detective Conan.                                                                                              | [ 11 ]  |
| 2006 | Detective Conan OVA 06: Follow the Vanished Diamond! Conan & Heiji vs. Kid!                                      | Masato Satō                     | 15 de marzo de 2006          | 15 de marzo de 2006         | 1    | Historia original de Detective Conan.                                                                                              | [ 11 ]  |
| 2007 | Hokuto no Ken: Yuria-den                                                                                         | Hidehito Ueda                   | 23 de febrero de 2007        | 23 de febrero de 2007       | 1    | Secuela de Hokuto no Ken: Raoh Gaiden Junai-hen.                                                                                   | [ 11 ]  |
| 2007 | Detective Conan OVA 07: A Challenge from Agasa! Agasa vs. Conan and the Detective Boys                           | Yasuichiro Yamamoto             | 13 de marzo de 2007          | 13 de marzo de 2007         | 1    | Historia original de Detective Conan.                                                                                              | [ 11 ]  |
| 2008 | Detective Conan OVA 08: High School Girl Detective Sonoko Suzuki's Case Files                                    | Yasuichiro Yamamoto             | 2008                         | 2008                        | 1    | Historia original de Detective Conan.                                                                                              | [ 11 ]  |
| 2008 | Lupin III: Green vs. Red                                                                                         | Shigeyuki Miya                  | 2 de abril de 2008           | 2 de abril de 2008          | 1    | Historia original de Lupin III. | [ 11 ]  |
| 2008 | Detective Conan Magic File 2: Kudou Shinichi - The Case of the Mysterious Wall and the Black Lab                 | Yasuichiro Yamamoto             | 19 de abril de 2008          | 19 de abril de 2008         | 1    | Historia original de Detective Conan.                                                                                              | [ 11 ]  |
| 2009 | Detective Conan Magic File 3: Shinichi and Ran - Memories of Mahjong Tiles and Tanabata                          | Yasuichiro Yamamoto             | 18 de abril de 2009          | 18 de abril de 2009         | 1    | Historia original de Detective Conan.                                                                                              | [ 11 ]  |
| 2009 | Detective Conan Movie 09: Strategy Above the Depths                                                              | Kōjin Ochi                      | 17 de junio de 2009          | 17 de junio de 2009         | 1    | Historia original de Detective Conan.                                                                                              | [ 11 ]  |
| 2009 | Saint Seiya: The Lost Canvas - Meiou Shinwa                                                                      | Osamu Nabeshima                 | 24 de junio de 2009          | 21 de abril de 2010         | 13   | Adaptación del manga escrito por Masami Kurumada e ilustrado por Shiori Teshirogi.                                                 | [ 11 ]  |
| 2010 | Detective Conan OVA 10: Kid in Trap Island                                                                       | Yasuichiro Yamamoto             | 14 de abril de 2010          | 14 de abril de 2010         | 1    | Historia original de Detective Conan.                                                                                              | [ 11 ]  |
| 2011 | Saint Seiya: The Lost Canvas - Meiou Shinwa 2                                                                    | Osamu Nabeshima                 | 23 de febrero de 2011        | 20 de julio de 2011         | 13   | Secuela de Saint Seiya: The Lost Canvas - Meiou Shinwa.                                                                            | [ 11 ]  |
| 2011 | Detective Conan Magic File 5: Niigata - Tokyo Omiyage Capriccio                                                  | Yasuichiro Yamamoto             | 16 de abril de 2011          | 16 de abril de 2011         | 1    | Historia original de Detective Conan.                                                                                              | [ 11 ]  |
| 2011 | Detective Conan OVA 11: A Secret Order from Londonccio                                                           | Kōjin Ochi                      | 30 de mayo de 2011           | 30 de mayo de 2011          | 1    | Historia original de Detective Conan.                                                                                              | [ 11 ]  |
| 2012 | Detective Conan OVA 12: The Miracle of Excalibur                                                                 | Nobuharu Kamanaka               | 24 de mayo de 2012           | 24 de mayo de 2012          | 1    | Historia original de Detective Conan.                                                                                              | [ 11 ]  |
| 2012 | Lupin Shanshei                                                                                                   | FROGMAN                         | 19 de diciembre de 2012      | 19 de diciembre de 2012     | 10   | Serie de 10 cortos que parodian el popular anime clásico Lupin III.                                                                | [ 11 ]  |
| 2013 | Yowamushi Pedal: Special Ride                                                                                    | Osamu Nabeshima                 | 8 de agosto de 2013          | 8 de agosto de 2013         | 1    | Adaptación del manga escrito e ilustrado por Wataru Watanabe.                                                                      | [ 11 ]  |
| 2013 | Kamisama Hajimemashita OVA                                                                                       | Akitaro Daichi                  | 20 de agosto de 2013         | 20 de agosto de 2013        | 2    | Secuela de Kamisama Hajimemashita.                                                                                                 | [ 11 ]  |
| 2015 | Kamisama Hajimemashita: Kako-hen                                                                                 | Akitaro Daichi                  | 20 de agosto de 2015         | 19 de agosto de 2016        | 4    | Secuela de Kamisama Hajimemashita◎.                                                                                                | [ 11 ]  |
| 2016 | Bakuon!! OVA | Junji Nishimura                 | 18 de marzo de 2016          | 20 de diciembre de 2016     | 2    | Adaptación del manga escrito e ilustrado por Mimana Orimoto.                                                                       | [ 11 ]  |
| 2016 | Kamisama Hajimemashita: Kamisama, Shiawase ni Naru                                                               | Akitaro Daichi                  | 20 de diciembre de 2016      | 20 de diciembre de 2016     | 1    | Secuela de Kamisama Hajimemashita: Kako-hen.                                                                                       | [ 11 ]  |
| 2016 | Trickster: Edogawa Ranpo "Shōnen Tanteidan" yori OVA                                                             | Masahiro Mukai                  | 22 de diciembre de 2016      | 22 de diciembre de 2016     | 2    | Secuela de Trickster: Edogawa Ranpo "Shōnen Tanteidan" yori. Coproducción junto a Shin-Ei Animation.                               | [ 11 ]  |
| 2018 | Lupin III: Lupin wa Ima mo Moete Iru ka?                                                                         | Monkey Punch                    | 25 de julio de 2018          | 25 de julio de 2018         | 1    | Un proyecto por el 50 aniversario.                                                                                                 | [ 131 ] |
| 2019 | Senjūshi: Kijūshi-tachi no Happy Birthday!                                                                       | Kenichi Kasai                   | 6 de marzo de 2019           | 6 de marzo de 2019          | 1    | Episodios en el que los personajes que celebran el cumpleaños de su maestro, lo que ocurre después del sexto episodio de Senjūshi. | [ 11 ]  |

### ONAs
| Año  | Título                                      | Director(es)                      | Fecha de primera transmisión | Fecha de última transmisión | Eps. | Notas | Refs.   |
| ---- | ------------------------------------------- | --------------------------------- | ---------------------------- | --------------------------- | ---- | --- | ------- |
| 2010 | Susume! Gachimuchi Sankyoudai               | Takashi Naoya                     | 2 de junio de 2010           | 2 de junio de 2010          | 1    | Un corto sobre 3 hermanos que hacen ejercicio en un gimnasio.                                                                     | [ 132 ] |
| 2011 | Detective Conan vs. Wooo                    | Desconocido                       | 22 de abril de 2011          | 23 de junio de 2011         | 2    | Anuncio de la línea de televisores Wooo en Japón.                                                                                 | [ 11 ]  |
| 2014 | Detective Conan: The Fugitive Kogorou Mouri | Desconocido                       | 30 de abril de 2014          | 30 de abril de 2014         | 1    | Episodio especial para celebrar el estreno de la 18.ª película de Detective Conan.                                                | [ 11 ]  |
| 2018 | Chichibu de Buchichi                        | Shizutaka Sugahara                | 30 de marzo de 2018          | 30 de marzo de 2018         | 1    | Historia original. | [ 133 ] |
| 2018 | Baki                                        | Toshiki Hirano                    | 25 de julio de 2018          | 25 de julio de 2018         | 26   | Secuela de Grappler Baki: Saidai Tournament-hen.                                                                                  | [ 134 ] |
| 2018 | #Compass                                    | Tetsurō Kodama Shigeyuki Watanabe | 10 de agosto de 2018         | 13 de septiembre de 2019    | 10   | Adaptación del videojuego desarrollado por NHN PlayArt y Nico Nico. Coproducción junto a Echoes.                                  | [ 135 ] |
| 2018 | Bakugan Battle Brawlers: Mechtanium Surge   | Mitsuo Hashimoto                  | Septiembre de 2018           | Septiembre de 2018          | 46   | Secuela de Bakugan Battle Brawlers: Gundalian Invaders.                                                                           | [ 136 ] |
| 2019 | Bakugan: Battle Planet Short Anime          | Desconocido                       | 18 de abril de 2019          | 17 de octubre de 2019       | 50   | Una serie de cortos web animados que presentan a los personajes de Bakugan: Battle Planet interactuando de una manera más cómica. | [ 11 ]  |
| 2020 | Baki: Dai Raitaisai-hen                     | Toshiki Hirano                    | 4 de junio de 2020           | 4 de junio de 2020          | 13   | Secuela de Baki. | [ 137 ] |
| 2020 | Sekikashita Kusanagi                        | Desconocido                       | 4 de octubre de 2020         | 4 de octubre de 2020        | 1    | Anuncio de Snickers con Senku, protagonista de Dr.Stone.                                                                          | [ 11 ]  |
| 2021 | Bakugan: Geogan Rising                      | Hideki Okamoto                    | 2 de abril de 2021           | 18 de marzo de 2022         | 26   | Secuela de Bakugan: Armored Alliance.                                                                                             | [ 11 ]  |
| 2021 | Resident Evil: Infinite Darkness            | Eiichirō Hasumi                   | 8 de julio de 2021           | 8 de julio de 2021          | 4    | Secuela de Resident Evil: Degeneration. Coproducción junto a Quebico.                                                             | [ 138 ] |
| 2021 | Hanma Baki: Son of Ogre                     | Toshiki Hirano                    | 30 de septiembre de 2021     | 30 de septiembre de 2021    | 12   | Secuela de Baki: Dai Raitaisai-hen.                                                                                               | [ 139 ] |
| 2022 | Bakugan: Evolutions                         | Hideki Okamoto                    | 6 de febrero de 2022         | 1 de septiembre de 2022     | 26   | Secuela de Bakugan: Geogan Rising.                                                                                                | [ 11 ]  |
| 2023 | Hanma Baki: Son of Ogre 2nd Season          | Toshiki Hirano                    | 26 de julio de 2023          | 24 de agosto de 2023        | TBA  | Secuela de Hanma Baki: Son of Ogre.                                                                                               | [ 140 ] |

### Especiales
| Año  | Título                                                                 | Director(es)                                              | Fecha de primera transmisión | Fecha de última transmisión | Eps. | Notas | Refs.   |
| ---- | ---------------------------------------------------------------------- | --------------------------------------------------------- | ---------------------------- | --------------------------- | ---- | --- | ------- |
| 1969 | Kyojin no Hoshi tai Tetsuwan Atom                                      | Yoshiyuki Tomino                                          | 6 de septiembre de 1969      | 6 de septiembre de 1969     | 1    | Episodio crossover entre Astro Boy y Kyojin no Hoshi. Coproducción junto a Mushi Production.                                           | [ 5 ]   |
| 1972 | Yuki no Taiyō Pilot                                                    | Hayao Miyazaki                                            | 1972                         | 1972                        | 1    | Episodio piloto de Yuki no Taiyō. | [ 5 ]   |
| 1980 | Ulysses 31 Pilot                                                       | Tadao Nagahama                                            | 1980                         | 1980                        | 1    | Episodio piloto de Ulysses 31. | [ 11 ]  |
| 1980 | Bocchan                                                                | Osamu Dezaki                                              | 13 de junio de 1980          | 13 de junio de 1980         | 1    | Historia original. | [ 11 ]  |
| 1981 | Sugata Sanshirō                                                        | Yasumi Mikamoto                                           | 8 de junio de 1981           | 8 de junio de 1981          | 1    | Adaptación de la novela escrita por Tsuneo Tomita.                                                                                     | [ 5 ]   |
| 1981 | Space Cobra Pilot                                                      | Osamu Dezaki                                              | 31 de diciembre de 1981      | 31 de diciembre de 1981     | 1    | Episodio piloto de Space Cobra. | [ 5 ]   |
| 1982 | Jarinko Chie Special                                                   | Isao Takahata                                             | 15 de octubre de 1982        | 15 de octubre de 1982       | 1    | Episodio recopilatorio. | [ 5 ]   |
| 1984 | Broots                                                                 | Desconocido                                               | 1984                         | 1984                        | 1    | Historia original | [ 11 ]  |
| 1984 | Little Nemo Pilot (1984)                                               | Yoshifumi Kondō                                           | 1984                         | 1984                        | 1    | Episodio piloto de Little Nemo. | [ 11 ]  |
| 1987 | Little Nemo Pilot (1987)                                               | Osamu Dezaki                                              | 1987                         | 1987                        | 1    | Episodio piloto de Little Nemo. | [ 11 ]  |
| 1989 | Lupin III: Bye Bye Liberty - Kiki Ippatsu!                             | Osamu Dezaki                                              | 1 de abril de 1989           | 1 de abril de 1989          | 1    | Historia original de Lupin III. | [ 141 ] |
| 1990 | Lupin III: Hemingway Paper no Nazo                                     | Osamu Dezaki                                              | 20 de julio de 1990          | 20 de julio de 1990         | 1    | Historia original de Lupin III. | [ 142 ] |
| 1992 | Lupin III: Russia yori Ai wo Komete                                    | Osamu Dezaki                                              | 24 de julio de 1992          | 24 de julio de 1992         | 1    | Historia original de Lupin III. | [ 5 ]   |
| 1993 | Lupin III: Lupin Ansatsu Shirei                                        | Masaaki Osumi                                             | 23 de julio de 1993          | 23 de julio de 1993         | 1    | Historia original de Lupin III. | [ 5 ]   |
| 1995 | Sore Ike! Anpanman: Keito no Shiro no Christmas                        | Shunji Ōga                                                | 25 de diciembre de 1995      | 25 de diciembre de 1995     | 1    | Episodio especial de Navidad. | [ 11 ]  |
| 1997 | Lupin III: Walther P38                                                 | Toshiyasu Shinohara Hiroyuki Yano                         | 1 de agosto de 1997          | 1 de agosto de 1997         | 1    | Historia original de Lupin III. | [ 5 ]   |
| 1998 | Lupin III: Honoo no Kioku - Tokyo Crisis                               | Toshiya Shinohara                                         | 24 de julio de 1998          | 24 de julio de 1998         | 1    | Historia original de Lupin III. | [ 5 ]   |
| 1999 | Gosho Aoyama's Collection of Short Stories                             | Osamu Nabeshima                                           | 17 de marzo de 1999          | 22 de diciembre de 1999     | 7    | Historias románticas creadas por Gōshō Aoyama.                                                                                         | [ 11 ]  |
| 2000 | Sore Ike! Anpanman: Kieta Jam Ojisan                                   | Akinori Nagaoka                                           | 21 de febrero de 2000        | 21 de febrero de 2000       | 1    | Episodio especial de Navidad. | [ 11 ]  |
| 2000 | Lupin III: $1 Money Wars                                               | Hideki Tonokatsu                                          | 28 de julio de 2000          | 28 de julio de 2000         | 1    | Historia original de Lupin III. | [ 11 ]  |
| 2001 | Sonic X Pilot                                                          | Desconocido                                               | 2001                         | 2003                        | 2    | Episodio piloto de Sonic X. | [ 11 ]  |
| 2001 | Lupin III: Alcatraz Connection                                         | Hideki Tonokatsu                                          | 3 de agosto de 2001          | 3 de agosto de 2001         | 1    | Historia original de Lupin III. | [ 11 ]  |
| 2002 | Lupin III: Episode 0 "First Contact"                                   | Minoru Ohara                                              | 26 de julio de 2002          | 26 de julio de 2002         | 1    | Historia original de Lupin III. | [ 11 ]  |
| 2002 | Tenshi na Konamaiki Specials                                           | Masaharu Okuwaki                                          | 21 de agosto de 2002         | 21 de agosto de 2003        | 12   | Extras cortos de DVD que presentan a Megu en varios disfraces y poses.                                                                 | [ 11 ]  |
| 2003 | Lupin III: Otakara Henkyaku Daisakusen!!                               | Jun Kawagoe                                               | 1 de agosto de 2003          | 1 de agosto de 2003         | 1    | Historia original de Lupin III. | [ 11 ]  |
| 2003 | Sore Ike! Anpanman: Yuuki to Honoo to Christmas                        | Akinori Nagaoka                                           | 5 de noviembre de 2003       | 5 de noviembre de 2003      | 1    | Episodio especial de Navidad. | [ 11 ]  |
| 2004 | Lupin III: Nusumareta Lupin                                            | Hidehito Ueda                                             | 30 de julio de 2004          | 30 de julio de 2004         | 1    | Historia original de Lupin III. | [ 11 ]  |
| 2004 | Azusa, Otetsudai Shimasu!                                              | Hajime Kamegaki                                           | 1 de agosto de 2004          | 1 de agosto de 2004         | 1    | Historia original. | [ 143 ] |
| 2004 | Sore Ike! Anpanman: Anpanman to Christmas no Hoshi                     | Akinori Nagaoka                                           | 24 de diciembre de 2004      | 24 de diciembre de 2004     | 1    | Episodio especial de Navidad. | [ 11 ]  |
| 2005 | Detective Conan Movie 09: Promo Special                                | Yasuichiro Yamamoto                                       | 9 de abril de 2005           | 9 de abril de 2005          | 1    | Un resumen preliminar promocional de los eventos en Detective Conan Movie 09: Strategy Above the Depths. Emitido antes de la película. | [ 11 ]  |
| 2005 | Lupin III: Tenshi no Tactics - Yume no Kakera wa Koroshi no Kaori      | Shigeyuki Miya                                            | 22 de julio de 2005          | 22 de julio de 2005         | 1    | Historia original de Lupin III. | [ 11 ]  |
| 2005 | Monkey Punch: Manga Katsudou Daishashin - Crime Mate Special           | Monkey Punch                                              | 14 de septiembre de 2005     | 14 de septiembre de 2005    | 1    | Historia original. | [ 11 ]  |
| 2006 | Detective Conan Movie 10: Requiem of the Detectives Special            | Yasuichiro Yamamoto                                       | 2006                         | 2006                        | 1    | Un resumen preliminar promocional de los eventos en Detective Conan Movie 10: Requiem of the Detectives. Emitido antes de la película. | [ 11 ]  |
| 2006 | Anpanman to Hajimeyou! Iro, Kazu, Katachi Wakaru ka na Iro, Katachi    | Shunji Ōga                                                | 26 de julio de 2006          | 26 de julio de 2006         | 1    | Historia original de Sore Ike! Anpanman.                                                                                               | [ 11 ]  |
| 2006 | Lupin III: Seven Days Rhapsody                                         | Hajime Kamegaki                                           | 8 de septiembre de 2006      | 8 de septiembre de 2006     | 1    | Historia original de Lupin III. | [ 11 ]  |
| 2006 | Sore Ike! Anpanman: Sing! Dance! Everybody's Christmas                 | Desconocido                                               | 22 de diciembre de 2006      | 22 de diciembre de 2006     | 1    | Episodio especial de Navidad. | [ 11 ]  |
| 2007 | Lupin III: Kiri no Elusive                                             | Toshihiko Masuda                                          | 27 de julio de 2007          | 27 de julio de 2007         | 1    | Historia original de Lupin III. | [ 11 ]  |
| 2007 | Detective Conan: Black History                                         | Desconocido                                               | 17 de diciembre de 2007      | 17 de diciembre de 2007     | 1    | Historia original de Detective Conan.                                                                                                  | [ 11 ]  |
| 2008 | Lupin III: Sweet Lost Night - Mahou no Lamp wa Akumu no Yokan          | Tetsurō Amino                                             | 25 de julio de 2008          | 25 de julio de 2008         | 1    | Historia original de Lupin III. | [ 11 ]  |
| 2008 | Sore Ike! Anpanman: Franken-Robo-kun's Surprised Christmas             | Desconocido                                               | 19 de diciembre de 2008      | 19 de diciembre de 2008     | 1    | Episodio especial de Navidad. | [ 11 ]  |
| 2009 | Lupin III vs. Detective Conan                                          | Hajime Kamegaki                                           | 27 de marzo de 2009          | 27 de marzo de 2009         | 1    | Crossover entre Lupin III y Detective Conan.                                                                                           | [ 11 ]  |
| 2009 | Examurai Sengoku Recap                                                 | Desconocido                                               | 1 de abril de 22009          | 1 de abril de 22009         | 1    | Episodio de recapitulación. | [ 11 ]  |
| 2009 | Play the Lupin: Clips x Parts Collection                               | Toshihiko Masuda Shingo Shimoyama                         | 22 de abril de 2009          | 22 de abril de 2009         | 4    | Vídeos musicales incluidos en el DVD de Play the Lupin "clips x parts collection".                                                     | [ 11 ]  |
| 2010 | Lupin III: The Last Job                                                | Tetsurō Amino                                             | 12 de febrero de 2010        | 12 de febrero de 2010       | 1    | Historia original de Lupin III. | [ 11 ]  |
| 2010 | Magic Kaito                                                            | Toshiki Hirano                                            | 17 de abril de 2010          | 29 de diciembre de 2012     | 12   | Adaptación del manga escrito e ilustrado por Gōshō Aoyama.                                                                             | [ 11 ]  |
| 2012 | Lupin VIII                                                             | Rintarō                                                   | 28 de marzo de 2012          | 28 de marzo de 2012         | 1    | Secuela piloto de Lupin incluida con el set de Bluray del 40 aniversario de Lupin.                                                     | [ 11 ]  |
| 2012 | Lupin III: Touhou Kenbunroku - Another Page                            | Hajime Kamegaki                                           | 2 de noviembre de 2012       | 2 de noviembre de 2012      | 1    | Historia original de Lupin III. | [ 11 ]  |
| 2012 | Lupin Shanshei Pilot                                                   | FROGMAN                                                   | 19 de diciembre de 2012      | 19 de diciembre de 2012     | 1    | Episodio piloto de Lupin Shanshei. | [ 11 ]  |
| 2013 | Lupin III: Princess of the Breeze - Kakusareta Kuuchuu Toshi           | Takaomi Kanasaki                                          | 15 de noviembre de 2013      | 15 de noviembre de 2013     | 1    | Historia original de Lupin III. | [ 11 ]  |
| 2014 | Magic Knight Rayearth Pilot                                            | Desconocido                                               | 29 de octubre de 2014        | 29 de octubre de 2014       | 1    | Incluido como bonus en el set de Blu-ray Magic Knight Rayearth Memorial Collection.                                                    | [ 5 ]   |
| 2014 | Gugure! Kokkuri-san Specials                                           | Desconocido                                               | 24 de diciembre de 2014      | 27 de mayo de 2015          | 11   | Episodios cortos incluidos con los volúmenes de Blu-ray/DVD.                                                                           | [ 11 ]  |
| 2014 | The Disappearance of Conan Edogawa: The Worst Two Days in History      | Yasuichiro Yamamoto                                       | 26 de diciembre de 2014      | 26 de diciembre de 2014     | 1    | Episodio especial que celebra el vigésimo aniversario del manga original de Gōshō Aoyama.                                              | [ 144 ] |
| 2015 | Detective Conan: Happy New Year Special                                | Desconocido                                               | 3 de enero de 2015           | 3 de enero de 2015          | 1    | Episodio especial que consta de dos relatos breves.                                                                                    | [ 11 ]  |
| 2015 | Dededen                                                                | Kaburagi Hiro Norihiro Naganuma                           | 23 de febrero de 2015        | 14 de diciembre de 2015     | 5    | Historia original. | [ 11 ]  |
| 2015 | Lupin III (2015) Specials                                              | Kazuhide Tomonaga                                         | 6 de septiembre de 2015      | 22 de noviembre de 2015     | 2    | Especiales incluidos en los lanzamientos de Blu-rays y DVDs de Lupin III (2015). Coproducción junto a Telecom Animation Film.          | [ 11 ]  |
| 2016 | Lupin III: Italian Game                                                | Kazuhide Tomonaga Yuichiro Yano                           | 8 de enero de 2016           | 8 de enero de 2016          | 1    | Historia original de Lupin III. | [ 14 ]  |
| 2016 | Nobunaga no Shinobi: Nobunaga to Minarai Shinobi                       | Desconocido                                               | 25 de marzo de 2016          | 25 de marzo de 2016         | 1    | Adaptación del manga yonkoma escrito e ilustrado por Naoki Shigeno.                                                                    | [ 11 ]  |
| 2016 | Bakuon!! no Kobeya                                                     | Desconocido                                               | 24 de agosto de 2016         | 18 de noviembre de 2016     | 4    | Especiales breves incluidos con los volúmenes de Blu-ray/DVD de Bakuon!!.                                                              | [ 11 ]  |
| 2016 | Hi☆sCoool! SeHa Girls Special                                          | Desconocido                                               | 3 de noviembre de 2016       | 3 de noviembre de 2016      | 1    | Episodio especial que se incluyó con el conjunto de DVD de la serie completa.                                                          | [ 11 ]  |
| 2016 | Detective Conan: Episode One - The Great Detective Turned Small        | Yasuichiro Yamamoto                                       | 29 de diciembre de 2016      | 29 de diciembre de 2016     | 1    | El episodio 1 "real" de Detective Conan escrito por Gōshō Aoyama.                                                                      | [ 11 ]  |
| 2017 | Ani x Para: Anata no Hero wa Dare desu ka                              | Shingo Okuyama Kunpei Maeda Atsushi Nigorikawa Azuma Tani | 10 de noviembre de 2017      | 12 de marzo de 2023         | 16   | Especiales para NHK sobre paradeportes. Coproducción junto a Nippon Animation, Gallop, SynergySP y DLE.                                | [ 11 ]  |
| 2018 | ReLIFE: Kanketsu-hen                                                   | Tomochi Kosaka                                            | 21 de marzo de 2018          | 21 de marzo de 2018         | 4    | Secuela de ReLIFE. | [ 11 ]  |
| 2018 | ReLIFE: Kanketsu-hen Specials                                          | Desconocido                                               | 21 de marzo de 2018          | 21 de marzo de 2018         | 2    | Especiales de ReLIFE: Kanketsu-hen lanzados en dispositivos móviles y luego incluidos en el volumen de Blu-ray/DVD.                    | [ 11 ]  |
| 2018 | Megalo Box Specials                                                    | Desconocido                                               | 27 de julio de 2018          | 22 de noviembre de 2018     | 3    | Cortos incluidos con los lanzamientos de Blu-rays.                                                                                     | [ 11 ]  |
| 2018 | Senjūshi: Gendaijuu no Heya                                            | Desconocido                                               | 26 de septiembre de 2018     | 27 de febrero de 2019       | 17   | Especiales incluidos en los volúmenes de DVD y Blu-ray de Senjūshi.                                                                    | [ 11 ]  |
| 2018 | Detective Conan: Amuro Secret Call                                     | Desconocido                                               | 3 de octubre de 2018         | 3 de octubre de 2018        | 1    | Video adicional especial de dos partes incluido en la edición limitada de lujo del BD/DVD de Detective Conan: Zero The Enforcer Movie. | [ 11 ]  |
| 2019 | Lupin III: Goodbye Partner                                             | Jun Kawagoe                                               | 25 de enero de 2019          | 25 de enero de 2019         | 1    | Historia original de Lupin III. | [ 11 ]  |
| 2019 | Yuuki no Hana ga Hiraku Toki: Yanase Takashi to Anpanman no Monogatari | Tetsurō Kodama Kazuho Hyōdō                               | 10 de febrero de 2019        | TBA                         | TBA  | Anime biográfico sobre Takashi Yanase, creador de Sore Ike! Anpanman.                                                                  | [ 11 ]  |
| 2019 | Lupin III: Prison of the Past                                          | Hatsuki Tsuji                                             | 29 de noviembre de 2019      | 29 de noviembre de 2019     | 1    | Historia original de Lupin III. | [ 11 ]  |
| 2020 | Dr. Stone: Stone Wars - Kaisen Zenya Special Eizou                     | Desconocido                                               | 11 de octubre de 2020        | 11 de octubre de 2020       | 1    | Un episodio de resumen con escenas adicionales que se proyectó en el canal oficial de YouTube de Jump.                                 | [ 11 ]  |
| 2021 | Nomad: Megalo Box 2 Short Anime                                        | Desconocido                                               | 28 de julio de 2021          | 28 de julio de 2021         | 1    | Corto incluido en la caja BD. | [ 11 ]  |
| 2021 | Hachigatsu no Cinderella Nine: Tsuzuku, Monogatari                     | Desconocido                                               | 25 de septiembre de 2021     | 25 de septiembre de 2021    | 1    | Episodio especial de Hachigatsu no Cinderella Nine enviado a los compradores de la edición de colección del Blu-ray.                   | [ 11 ]  |
| 2021 | Lupin III: Part 6 - Jidai                                              | Nobuo Tomisawa                                            | 10 de octubre de 2021        | 10 de octubre de 2021       | 1    | Episodio 0 de la serie Lupin III: Part 6.                                                                                              | [ 11 ]  |
| 2022 | Detective Conan: Love Story at Police Headquarters - Wedding Eve       | Shunsuke Ishihara                                         | 15 de abril de 2022          | 15 de abril de 2022         | 1    | Episodio especial de Detective Conan.                                                                                                  | [ 11 ]  |
| 2022 | Dr. Stone: Ryuusui                                                     | Shūhei Matsushita                                         | 10 de julio de 2022          | 10 de julio de 2022         | 1    | Secuela de Dr. Stone: Stone Wars. | [ 145 ] |
| 2022 | Kanojo, Okarishimasu 2nd Season: Kanokari Call                         | Desconocido                                               | 26 de octubre de 2022        | 25 de enero de 2023         | 24   | Cortos lanzados con los volúmenes 1-4 de Blu-ray de Kanojo, Okarishimasu 2nd Season.                                                   | [ 11 ]  |

## Historial de producción extranjera

### TMS Entertainment/Telecom Animation Film
| Título                                              | Fecha de emisión                                     |
| --------------------------------------------------- | ---------------------------------------------------- |
| Mighty Orbots                                       | 8 de septiembre de 1984 – 15 de diciembre de 1984    |
| Meitantei Holmes                                    | 1984 – 1985                                          |
| Sweet Sea                                           | 9 de septiembre de 1985                              |
| The Blinkins                                        | 5 de abril, 6 de septiembre, 29 de noviembre de 1986 |
| Galaxy High                                         | 13 de septiembre – 6 de diciembre de 1986            |
| Little Nemo: Adventures in Slumberland              | 15 de julio de 1989                                  |
| Reporter Blues                                      | 1991 – 1996                                          |
| La Fiebre del Fútbol                                | 4 de abril de 1994 – 3 de abril de 1995              |
| Cybersix (coproducción japonesa/canadiense con NOA) | 6 de septiembre – 29 de noviembre de 1999            |

### DIC Entertainment
| Título                           | Fecha de emisión                                  |
| -------------------------------- | ------------------------------------------------- |
| Ulysses 31                       | 10 de octubre de 1981 – 3 de abril de 1982        |
| Lupin VIII                       | 1982 (no emitido)                                 |
| Inspector Gadget (temporada 1)   | 12 de septiembre de 1983 – 1 de febrero de 1986   |
| The Littles                      | 10 de septiembre de 1983 – 2 de noviembre de 1985 |
| Rainbow Brite                    | 27 de junio de 1984 – 24 de julio de 1986         |
| Heathcliff and the Catillac Cats | 5 de septiembre de 1984 – 1988                    |
| Here Come the Littles            | 24 de mayo de 1985                                |
| The Real Ghostbusters            | 13 de septiembre de 1986 – 5 de octubre de 1991   |
| Dennis the Menace                | 22 de septiembre de 1986 – 26 de marzo de 1988    |
| Kissyfur                         | 13 de septiembre de 1986 – 25 de agosto de 1990   |
| Sylvanian Families               | 18 de septiembre – 11 de diciembre de 1987        |
| ALF: The Animated Series         | 26 de septiembre de 1987 – 7 de enero de 1989     |
| Adventures of Sonic the Hedgehog | 6 de septiembre de 1993 – 24 de noviembre de 1996 |

### Disney Television Animation
| Título                                                                               | Fecha de emisión                                   |
| ------------------------------------------------------------------------------------ | -------------------------------------------------- |
| The Wuzzles                                                                          | 14 de septiembre – 7 de diciembre de 1985          |
| Disney's Adventures of the Gummi Bears (temporada 1 a 4)                             | 14 de septiembre de 1985 – 22 de febrero de 1991   |
| Fluppy Dogs                                                                          | 27 de noviembre de 1986                            |
| DuckTales (temporada 1)                                                              | 18 de septiembre de 1987 – 28 de noviembre de 1990 |
| The New Adventures of Winnie the Pooh (temporada 1 y mitad de la temporada 2)        | 17 de enero de 1988 – 26 de octubre de 1991        |
| Chip 'n Dale Rescue Rangers (temporada 1)                                            | 27 de agosto de 1988 – 19 de noviembre de 1990     |
| Gargoyles (Asistencia para Walt Disney Animation Japón, "Hunter's Moon, Part 2")     | 24 de octubre de 1994 – 15 de febrero de 1997      |
| Winnie the Pooh: Seasons of Giving (Asistencia para Walt Disney Animation Australia) | 9 de noviembre de 1999                             |
| The Tigger Movie (Asistencia para Walt Disney Animation Japón)                       | 11 de febrero de 2000                              |

### Warner Bros. Animation
| Título                                                  | Fecha de emisión                                   |
| ------------------------------------------------------- | -------------------------------------------------- |
| Tiny Toon Adventures                                    | 14 de septiembre de 1990 - 28 de mayo de 1995      |
| Tiny Toon Adventures: How I Spent My Vacation           | 11 de marzo de 1992                                |
| Batman: The Animated Series                             | 5 de septiembre de 1992 - 15 de septiembre de 1995 |
| Animaniacs                                              | 13 de septiembre de 1993 - 14 de noviembre de 1998 |
| Pinky and the Brain ("A Pinky and the Brain Christmas") | 9 de septiembre de 1995 - 14 de noviembre de 1998  |
| The Sylvester and Tweety Mysteries (temporada 1)        | 9 de septiembre de 1995 - 18 de diciembre de 2002  |
| Superman: The Animated Series                           | 6 de septiembre de 1996 - 12 de febrero de 2000    |
| Waynehead (Apertura)                                    | 19 de octubre de 1996 - 17 de mayo de 1997         |
| The New Batman Adventures                               | 13 de septiembre de 1997 - 16 de enero de 1999     |
| The Batman/Superman Movie: World's Finest               | 4 de octubre de 1997                               |
| Wakko's Wish                                            | 21 de diciembre de 1999                            |
| Batman Beyond: Return of the Joker                      | 12 de diciembre de 2000                            |
| Green Lantern: First Flight                             | 28 de julio de 2009                                |
| Justice League: Doom                                    | 28 de febrero de 2012                              |
| Superman vs. The Elite                                  | 12 de junio de 2012                                |

### Otras producciones
| Título                                               | Compañía(s) de producción                              | Fecha de emisión                                   |
| ---------------------------------------------------- | ------------------------------------------------------ | -------------------------------------------------- |
| Las nuevas aventuras del Zorro                       | Filmation                                              | 12 de septiembre de 1981 – 5 de diciembre de 1981  |
| Guardianes de la Galaxia                             | Gaylord Entertainment Company                          | 14 de febrero de 1986 – 11 de diciembre de 1986    |
| La familia biónica                                   | MCA Television                                         | 6 de abril de 1987 – 12 de noviembre de 1987       |
| Visionarios: Caballeros de la Luz Mágica             | Sunbow Productions                                     | 21 de septiembre de 1987 – 14 de diciembre de 1981 |
| Peter Pan y los piratas                              | Fox Children's Productions + Southern Star Productions | 8 de septiembre de 1990 – 10 de septiembre de 1991 |
| Spider-Man                                           | Marvel Films Animation                                 | 19 de noviembre de 1994 – 31 de enero de 1998      |
| An American Tail 3: The Treasure of Manhattan Island | Universal Cartoon Studios                              | 16 de noviembre de 1998                            |
| Bakugan: Battle Planet                               | Nelvana, Spin Master Entertainment                     | 31 de diciembre de 2018 – 1 de marzo de 2023       |